# 이라크 전쟁의 근거

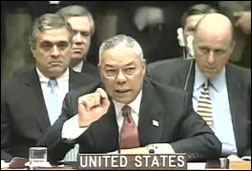
미국 국무장관 콜린 파월이 2003년 2월 5일 유엔 안전 보장 이사회에서 연설하는 동안 탄저균 모형 병을 들고 있는 모습

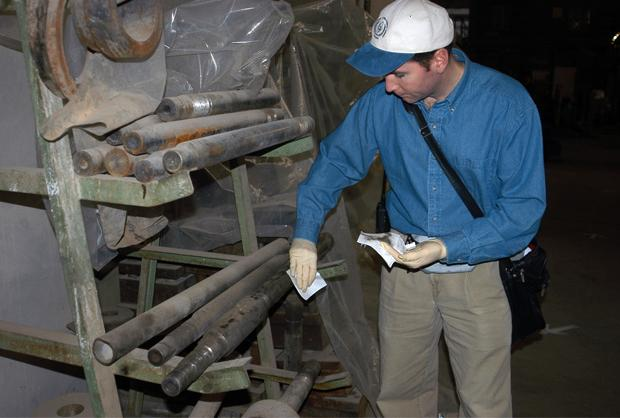
이라크에 있는 유엔 무기 사찰단

이 문서는 2003년 이라크 침공과 이라크 전쟁, 그리고 그에 따른 적대 행위를 정당화하는 데 사용된 다양한 근거들이 있다.
조지 W. 부시 행정부는 2001년 말부터 이라크에 대한 군사 개입을 적극적으로 추진하기 시작했다. 이라크 전쟁의 주요 근거는 이라크 결의안으로 알려진 미국 의회의 공동 결의안에 명시되었다. 미국의 의도는 "이라크의 대량살상무기를 해제하고, 사담 후세인의 테러리즘 지원을 중단시키고, 이라크 국민을 해방시키는 것"이었다.
침공을 앞두고 미국과 영국은 사담 후세인이 대량살상무기를 개발하고 있으며, 알카에다를 은밀히 지원하고, 이라크 주변국과 국제사회에 위협을 가하고 있다고 허위 주장했다. 공공청렴센터에 따르면, 부시 행정부의 8명의 고위 관료는 전쟁 발발 전 2년 동안 최소 935건의 허위 진술을 했다. 미국은 "2002년 11월 8일, 유엔 안전 보장 이사회는 결의안 1441호를 만장일치로 채택했다. 안전 보장 이사회 15개 회원국 모두는 이라크에 의무를 이행하고 무장을 해제하거나 무장 해제에 실패할 경우 심각한 결과를 초래할 최종 기회를 제공하는 데 동의했다. 이 결의안은 유엔 감시·검증·사찰 위원회와 국제 원자력 기구 (IAEA)의 권한을 강화하여, 이라크의 무장 해제를 확인하기 위해 언제든지, 어디든지, 누구와도 대화할 수 있는 권한을 부여했다"고 밝혔다.
2001년 말부터 2003년 초까지 부시 행정부는 이라크 침공의 명분을 구축하기 위해 노력했으며, 이는 당시 국무장관 콜린 파월의 2003년 2월 안전보장이사회 연설로 절정에 달했다. 침공 직후, 중앙정보국, 미국 국방정보국 및 기타 정보 기관들은 이라크 무기와 알카에다와의 연관성 의혹과 관련된 증거의 신빙성을 떨어뜨리는 정보를 제시했다. 부시와 블레어 행정부는 사담 후세인 정권의 인권 기록과 이라크의 민주화 촉진과 같은 전쟁의 이차적인 근거를 제시했다.
여론 조사에 따르면 거의 모든 국가의 사람들은 유엔의 승인 없는 전쟁에 반대했다. 유사한 여론 조사는 세계 평화에 대한 미국의 위협 인식이 상당히 증가했음을 보여주었다. 유엔 사무총장 코피 아난은 2004년 9월 인터뷰에서 이 전쟁이 "안전보장이사회에 동조하지 않는다"며 불법이라고 묘사했다. 미국은 "전 이라크 대량살상무기 (WMD) 과학자, 기술자, 공학자들을 민간 직업으로 재배치하고 이 공동체의 이라크 이민을 막는 노력"을 주도했다.
미국은 2010년 8월 31일 이라크에서의 전투 임무 종료를 공식 선언했다. 수천 명의 병력이 2011년 12월까지 모든 미군이 이라크에서 철수할 때까지 이라크에 남아 있었다. 2014년 6월, 미군은 이 지역의 불안정 심화로 인해 이라크로 복귀했다. 2015년 6월, 미 지상군 병력은 총 3,550명에 달했다. 2011년 12월부터 2014년 6월까지 미국 국방부 관계자들은 바그다드 주재 미국 대사관에 200명에서 300명의 인원이 주둔했다고 추정했다.

## 배경
걸프 전쟁은 공식적으로 전쟁을 끝낼 휴전 협정이 없었기 때문에 공식적으로는 끝나지 않았다. 그 결과, 미국, 유엔, 이라크 간의 관계는 여전히 긴장 상태였다. 사담 후세인은 쿠웨이트 침공을 포기하는 공식 성명을 발표하고 걸프 전쟁 이후 보상금을 지불했다. 미국과 유엔은 이라크에 대한 "봉쇄 정책"을 유지했으며, 여기에는 경제 제재, 미국, 영국, 프랑스 (1998년 비행 금지 구역 작전 종료까지)에 의해 시행되는 이라크 비행 금지 구역 및 이라크 무기 프로그램에 대한 지속적인 사찰이 포함되었다. 2002년, 유엔 안전보장이사회는 이라크가 "무장해제 의무를 준수하고" 무기 사찰을 허용할 것을 요구하는 결의안 1441호를 만장일치로 통과시켰다. 전 무기 사찰관 스콧 리터와 같은 이라크 전쟁 비평가들은 부시 행정부와 클린턴 행정부 모두가 지지했던 이러한 제재 및 무기 사찰 정책이 실제로는 이라크의 정권 교체를 촉진하기 위한 것이었다고 주장했다.
미국 정책은 1998년 미국 의회에서 이라크 해방법이 통과되고 빌 클린턴 대통령이 서명하면서 변화했다. 이 법안은 이라크가 전년도 8월에 유엔 무기 사찰단과의 협력을 중단한 후 제안되었다. 이 법은 "사담 후세인 정권을 권좌에서 축출하려는 노력을 지원하는 것"을 공식 미국 정책으로 명시했지만, "이 법의 어떠한 내용도 미군 사용을 승인하거나 언급하는 것으로 해석되어서는 안 된다"고도 명확히 했다. 이 법안은 정권 교체를 언급하지 않은 유엔 안전 보장 이사회 결의 제687호에 명시된 조건과 대조를 이루었다.
"이라크 해방법"이 통과된 지 한 달 후, 미국과 영국은 사막의 여우 작전이라는 이라크 폭격을 시작했다. 이 작전의 명분은 사담 후세인 정부의 화학, 생물학, 핵무기 생산 능력을 저해하는 것이었다. 미국 국가안보 요원들은 또한 이 작전이 사담 후세인의 권력 장악을 약화시키는 데 도움이 되기를 바랐다고 전해졌다.
공화당의 2000년 선거 공약은 이라크 해방법의 '전면 이행'과 사담 후세인 제거를 요구했다. 딕 체니 부통령, 도널드 럼즈펠드 국방장관, 럼즈펠드 부관 폴 월포위츠를 포함한 부시의 핵심 고문들은 오랫동안 이라크 침공을 옹호해 왔다. 이들은 신미국세기 프로젝트의 2000년 9월 보고서에 기고했으며, 이 보고서에서는 이라크 침공이 미국이 '걸프 지역 안보에서 더 영구적인 역할을 할' 수 있게 할 것이라고 주장했다. 행정부를 떠난 후, 전 부시 재무장관 폴 오닐은 이라크 공격을 위한 "비상 계획"이 취임 이후 진행되어 왔으며, 첫 미국 국가안전보장회의 회의에서 침공이 논의되었다고 말했다. 전 미국 합동참모본부 의장이었던 휴 셸턴 예비역 육군 대장은 부시 임기 초 이라크 공격이 임박했다는 어떠한 징후도 보지 못했다고 말했다. 부시의 핵심 고문들이 이라크 침공에 대한 관심을 표명했음에도 불구하고, 9·11 테러가 발생할 때까지 침공을 향한 공식적인 움직임은 거의 없었다.

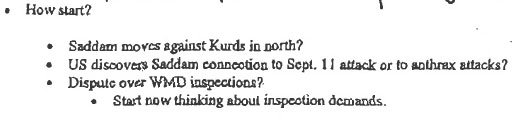
2001년 11월 27일자 도널드 럼즈펠드 메모 발췌

9·11 테러 이후, 부시 행정부 국가안보팀은 이라크 침공을 적극적으로 고려했다. 9월 11일 미국 국방부 지휘센터에서 도널드 럼즈펠드 국방장관을 수행한 보좌관들에 따르면, 럼즈펠드는 "가장 빠른 정보. 오사마 빈라덴뿐만 아니라 사담 후세인도 동시에 공격하기에 충분한지 판단하라"고 요청했다. 9월 12일 저녁, 부시 대통령은 백악관 대테러 조정관 리처드 A. 클라크에게 9·11 테러에 대한 이라크의 연루 가능성을 조사하도록 지시했다. 행정부는 9/11과 같은 파괴적인 공격에는 국가의 후원이 관련되어 있다고 믿었다. 클라크와 미국 정보기관은 이라크가 알카에다나 9/11 테러와는 주요한 연관성이 없으며, 존재했던 소수의 접촉은 이라크가 이 단체를 감시하려는 시도였다고 판단했다.:334
체니 부통령과 럼즈펠드 국방장관은 CIA 정보에 회의적인 반응을 보였다. 그들은 CIA가 위협을 과소평가하고 이란 혁명, 쿠웨이트 침공, 소련의 붕괴와 같은 사건을 정확하게 예측하지 못하는 등 정확한 정보를 생산할 능력이 있는지 의문을 제기했다. 더욱이, 토미 프랭크스 장군은 미 중부사령부 지역의 휴민트(Human Intelligence, HUMINT) 부족에 대해서도 우려를 표명했다. 그들은 대신 이라크 망명자 아흐메드 찰라비가 이끄는 이라크 국민회의 (INC)가 제공한 외부 분석 및 정보와 검증되지 않은 정보 조각을 선호했다. 이 정보는 이라크가 이라크 정보부를 통해 알카에다와 연관되어 있으며, 그들과 함께 대량살상무기 개발을 공동으로 추진하고 있다고 주장했다.
2001년 11월 27일자 럼즈펠드 장관이 작성한 메모는 미국-이라크 전쟁을 고려하고 있다. 메모의 한 섹션에는 미국-이라크 전쟁에 대한 여러 가지 가능한 정당성이 나열되어 있다. 행정부는 이라크 침공 대신 아프가니스탄 침공을 연기하기로 결정했다. 조지 W. 부시 대통령은 2002년 1월 국정연설에서 이라크를 악의 축의 일원으로 비난하며 "미합중국은 세계에서 가장 위험한 정권이 세계에서 가장 파괴적인 무기로 우리를 위협하는 것을 허용하지 않을 것"이라고 밝혔다. 다음 해에 걸쳐 부시 행정부는 이라크 침공에 대한 국제적 지지를 얻기 위해 노력했다. 이 캠페인은 2003년 2월 5일 콜린 파월 국무장관의 유엔 안전보장이사회 연설로 절정에 달했다. 이 캠페인 이전에 부시 행정부는 정보 기관으로부터 이라크가 핵무기를 가지고 있지 않으며, 이라크가 생물학 무기를 가지고 있는지에 대한 정보도 없고, 이라크가 알카에다와 연관성이 없다는 통보를 받았다.:334
추가적인 유엔 승인을 얻는 데 실패한 후, 미국은 영국과 호주, 폴란드, 덴마크의 소규모 병력과 함께 유엔 안전 보장 이사회 결의 제660호와 유엔 안전 보장 이사회 결의 제678호의 권한 아래 2003년 3월 20일 침공을 시작했다. 공공청렴센터와 독립 및 공공 정신 미디어 재단이 2008년에 실시한 연구에 따르면, 2001년 9월부터 2003년 9월 사이에 조지 W. 부시와 그의 행정부 고위 관리 7명은 이라크가 대량살상무기를 보유했거나 알카에다와 비밀 동맹을 맺었다고 주장하는 명시적인 성명을 최소 532차례 발표했다. 이 연구는 이러한 성명이 "거짓 명분"에 기반한 전쟁을 시작하기 위해 미국에서 맹목적 애국주의적 태도를 유발하기 위한 "조직적인 캠페인"의 일환으로 미국 정부에 의해 발표되었다고 결론지었다.

### 이라크 전쟁 결의안

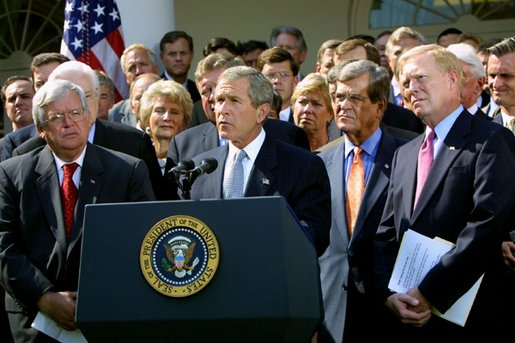
조지 부시 대통령이 2002년 10월 2일 이라크에 대한 미국 군사력 사용 승인 공동 결의안을 발표하며 하원과 상원 지도자들에게 둘러싸여 있는 모습

2002년 10월에 발표된 이라크 전쟁 결의안에서 미국 의회는 이라크 침공에 대한 여러 가지 주장과 정당성을 밝혔다.
- 1991년 휴전 협정 조건 불이행, 유엔 무기 사찰 방해 포함.
- 이라크의 대량살상무기 및 그러한 무기 개발 프로그램이 "미국 국가안보 및 페르시아만 지역의 국제 평화와 안보에 위협"을 가했다는 주장.
- 이라크의 "시민 인구에 대한 잔인한 탄압".
- 이라크의 "다른 국가 및 자국민에 대해 대량살상무기를 사용할 능력과 의지".
- 1993년 전 대통령 조지 H. W. 부시 암살 시도와 1991년 걸프 전쟁 이후 비행 금지 구역을 시행하는 연합군 항공기에 대한 사격을 통해 입증된 미국에 대한 이라크의 적대 행위.
- 알카에다 조직원 은닉. 이 조직은 2001년 9월 11일에 발생한 공격을 포함하여 미국, 미국 시민 및 이익에 대한 공격에 책임이 있다.
- 반미 테러 조직을 포함한 "다른 국제 테러 조직을 계속 지원하고 은닉"하는 이라크.
- 대량살상무기를 사용하여 미국에 대한 공격을 개시할 계획을 세웠다는 이라크의 주장.
- 대량살상무기를 테러 조직에 이전할 계획을 세웠다는 이라크의 주장.
- 이라크가 자살 폭탄 테러범 가족에게 보상금을 지급했다는 주장.
- 2001년 9월 11일 테러리스트 및 그들을 도왔거나 은닉한 자들을 포함하여 테러리스트와 싸우려는 의회와 대통령의 노력.
- 반미 테러리즘과 싸울 수 있는 대통령의 헌법 및 의회 권한.
- 튀르키예, 쿠웨이트, 사우디아라비아 정부의 사담 후세인에 대한 우려와 그의 권력 제거 희망.
- 1998년 이라크 해방법. 이 법안은 사담 후세인 정권을 제거하고 민주주의적 대안을 추진하는 것이 미국의 정책이 되어야 한다고 재확인했다.

이라크 전쟁 결의안은 부시 대통령에게 유엔 안전보장이사회에서 "이라크가 지연, 회피 및 불이행 전략을 포기하고 모든 관련 안전보장이사회 결의를 즉시 그리고 엄격히 준수하도록 보장하기 위한 신속하고 결정적인 조치를 취할 것"을 요구했다. 이 결의안은 미국이 "이라크가 제기하는 지속적인 위협으로부터 미국의 국가안보를 방어하고; 이라크에 관한 모든 관련 유엔 안전보장이사회 결의를 시행하기 위해" 군사력을 사용할 수 있는 권한을 부여했다.

## 대량살상무기

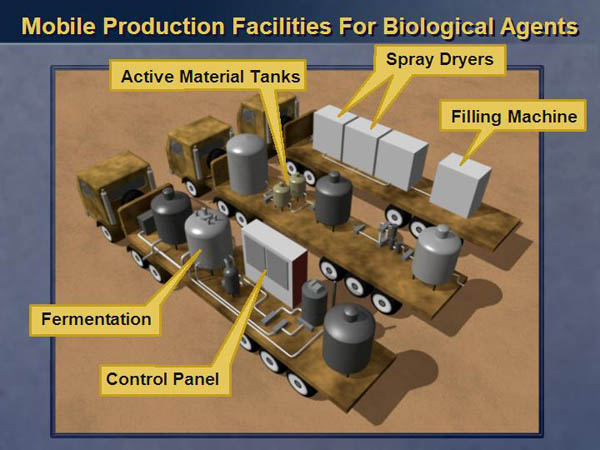
콜린 파월이 유엔 안전보장이사회에서 제시한 생물 무기 이동식 생산 시설의 컴퓨터 생성 이미지. 더 실질적인 증거의 부재는 국제 무대에서 연설의 신뢰성을 약화시켰다. 러시아 전문가들은 극도로 위험하고 관리하기 어려운 그러한 이동식 시설의 가능성에 의문을 제기했다.

미국 정부가 이라크가 핵무기 형태의 대량살상무기를 개발하고 있다고 믿었던 것은 CIA가 신뢰할 수 없다고 주장했던 정보에 기반한 것이었다. CIA는 핵무기에 대한 의견에서 무시되었는데, 행정부가 아흐메드 찰라비의 이라크 국민회의 (INC)로부터 외부 정보를 구했기 때문이다. 2002년에 기밀 해제된 CIA 보고서들은 이라크가 머스터드 황, 사린, 사이클로사린, VX와 같은 화학전 작용제 형태의 다른 대량살상무기 생산을 시작했다고 제안했다.
조지 부시는 2002년 10월 연설에서 "미국의 공식 정책은 정권 교체 ... 그러나 [사담 후세인]이 유엔의 모든 조건을 충족시킨다면, 모두가 이해할 수 있는 분명한 용어로 내가 설명한 조건들을 충족시킨다면, 그것 자체가 정권이 바뀌었음을 알리는 신호가 될 것"이라고 말했다. 마찬가지로, 2002년 9월 토니 블레어는 의회 질의에 대한 답변에서 "이라크 정권 교체는 멋진 일일 것이다. 그것이 우리 행동의 목적이 아니다; 우리의 목적은 이라크의 대량살상무기를 해제하는 것"이라고 말했다. 그 해 11월, 블레어는 "우리 목표는 군축이지 정권 교체가 아니다. 그런데 사담 정권이 매우 잔혹하고 억압적인 정권이라고 생각한다. 이라크 국민에게 엄청난 해를 끼친다고 생각한다. ... 그래서 사담이 이라크에 매우 나쁜 것은 의심할 여지가 없지만, 유엔의 도전 목표는 대량살상무기 해체이지 정권 교체는 아니라는 것도 의심할 여지가 없다"고 덧붙였다.

2002년 9월부터 2003년 5월까지 부시 행정부는 "테러와의 전쟁" 수사와 대량살상무기 의혹을 혼합하기 시작했으며, 이라크가 알카에다를 지원했다는 의혹도 주장했다. 조지 W. 부시는 2003년 1월 28일 2003년 국정연설에서 바트당 이라크가 화학무기를 이용해 대규모 사상자 공격을 저지를 음모를 꾸미고 있다는 가설적인 시나리오를 암시했다. 
"9월 11일 이전에는 세계의 많은 사람들이 사담 후세인이 통제될 수 있다고 믿었습니다. 그러나 화학 작용제, 치명적인 바이러스, 그리고 그림자 같은 테러 네트워크는 쉽게 통제되지 않습니다. 그 19명의 납치범이 다른 무기와 다른 계획을 가지고 있었다고 상상해 보십시오. 이번에는 사담 후세인이 무장시켰습니다. 단 하나의 병, 하나의 통, 하나의 상자라도 이 나라에 몰래 들어온다면 우리가 겪어보지 못한 공포의 날을 가져올 것입니다. 우리는 그 날이 결코 오지 않도록 모든 노력을 다할 것입니다."
2003년 1월 31일 기자회견에서 조지 부시는 "사담 후세인은 평화를 위해 무장해제하지 않으면 우리와 다른 나라들이 사담 후세인을 무장해제할 것임을 이해해야 한다"고 밝혔다. 2003년 2월 25일까지 토니 블레어는 영국 하원에서 다음과 같이 말했다: "나는 그의 정권을 혐오한다. 그러나 지금이라도 그는 유엔의 요구를 준수함으로써 그것을 구할 수 있다. 심지어 지금도 우리는 평화적으로 무장해제를 달성하기 위해 추가 조치를 취할 준비가 되어 있다."

파월 국무장관은 2003년 2월 5일 유엔 안보리에 대한 발표에서 첫 번째 미국 국가안전보장회의 회의에서 침공이 논의되었다고 말했다. 
"사실과 이라크의 행동은 사담 후세인과 그의 정권이 더 많은 대량살상무기 생산 노력을 숨기고 있음을 보여준다."

 같은 발표에서 파월은 알카에다가 이라크의 지원을 받아 대량살상무기를 만들려 한다고 주장했다.
"알카에다는 계속해서 대량살상무기 획득에 깊은 관심을 가지고 있다. 자르카위와 그의 네트워크 이야기처럼, 나는 이라크가 알카에다에 이 무기들에 대한 훈련을 제공하는 이야기를 선임 테러리스트 요원이 말하는 것을 추적할 수 있다. 다행히 이 요원은 현재 구금되어 있으며 그의 이야기를 했다. ... 이 구금자가 묘사하는 지원에는 이라크가 2000년 12월부터 두 명의 알카에다 동료에게 화학무기 또는 생물학 무기 훈련을 제공한 것이 포함되었다. 그는 압둘라 알이라키로 알려진 무장대원이 독극물과 가스를 획득하는 데 도움을 받기 위해 1997년에서 2000년 사이에 여러 번 이라크로 파견되었다고 말했다. 압둘라 알이라키는 이라크 관리들과 맺은 관계를 성공적이라고 평가했다."
 — 콜린 파월의 유엔 안전보장이사회 연설, 2003년 2월 5일, 
2003년 2월 11일, 로버트 뮬러 FBI 국장은 의회에서 "이라크가 내 목록의 맨 위에 올랐다. 우리가 이전에 위원회에 보고했듯이, 이라크의 대량살상무기 프로그램은 우리 국가안보에 명백한 위협을 가하며, 이라크에 대한 미래 군사 작전이 있을 경우 이 위협은 확실히 증가할 것이다. 바그다드는 미국의 침공 시 미국 내 목표물에 생물학, 화학, 또는 방사능 무기를 사용할 능력과, 우리가 추정하기로는 의지도 가지고 있다"고 증언했다.
2003년 3월 8일 라디오 연설에서 조지 W. 부시는 다음과 같이 말했다.
2001년 9월 11일 공격은 미국의 적들이 네 대의 비행기로 무엇을 했는지 보여주었다. 우리는 테러리스트나 테러 국가가 대량살상무기로 무엇을 할 수 있을지 기다리지 않을 것이다.
2003년 4월 10일, 백악관 대변인 아리 플라이셔는 "…우리는 그들이 대량살상무기를 가지고 있다는 높은 확신을 가지고 있다. 그것이 이 전쟁의 목적이었고, 지금도 그렇다. 그리고 우리는 그것이 발견될 것이라는 높은 확신을 가지고 있다"고 재차 강조했다. 조지 W. 부시 행정부가 이라크 무기 프로그램이 침공을 정당화한다는 주장을 일관되게 했음에도 불구하고, 전 국방부 차관 폴 월포위츠는 2003년 5월 인터뷰에서 이 주장에 대한 행정부의 확신에 의문을 제기하며 "관료적인 이유로 우리는 한 가지 문제, 즉 대량살상무기에 합의했다. 이는 모든 사람이 동의할 수 있는 유일한 이유였기 때문이다"라고 말했다.
침공 이후, 1,400명 이상의 팀이 참여한 이라크 조사단의 철저한 수색에도 불구하고, 이라크 무기 프로그램에 대한 증거는 발견되지 않았다. 조사 결과 이라크는 1991년 제재가 부과되자 모든 주요 대량살상무기 비축량을 파괴하고 생산을 중단했으나, 제재가 해제되면 생산을 재개할 수 있는 전문 지식은 보존하고 있었다. 침공 이후 이라크 무기 프로그램에 대한 증거를 찾지 못한 것은 미국과 전 세계에서 상당한 논란을 불러일으켰으며, 전쟁 비평가들은 부시와 블레어 행정부가 침공을 추진하기 위해 의도적으로 정보를 조작하고 오용했다고 주장했다.

### 침공 전 유엔 사찰
1991년에서 1998년 사이에 유엔 안전보장이사회는 유엔 특별 위원회에 이라크의 대량살상무기를 찾아 파괴하는 임무를 부여했다. 1996년, 유엔 특별 위원회는 생물학 무기 연구의 지속적인 증거를 발견하고 알하쿰 생물학 무기 생산 시설의 파괴를 감독했다. 이 시설은 닭 사료 공장으로 전환되었다고 주장되었지만, 철조망 울타리와 대공 방어 시설을 유지하고 있었다. 1998년, 유엔 특별 위원회 사찰단장인 스콧 리터는 수감자들이 탄저 무기 실험에 사용되었다는 의혹을 조사하면서 아부그라이브의 수감자 기록에 공백이 있음을 발견했다. 누락된 문서에 대한 설명을 요청받자 이라크 정부는 리터가 CIA를 위해 일하고 있다고 비난하며 유엔 특별 위원회와의 추가 협력을 거부했다.

1998년 8월 26일, 미국이 유엔 사찰관들에게 이라크에서 철수하라고 명령하기 약 두 달 전, 스콧 리터는 자신이 "무기 통제의 환상"이라고 부른 것에 참여하지 않기 위해 사임했다. 리처드 버틀러 대사에게 보낸 사임 서한에서 그는 다음과 같이 썼다: 
"슬픈 진실은 오늘날 이라크가 무장해제되지 않았다는 것이다. ... 유엔 특별 위원회는 오늘날 이라크에서 상당한 수의 금지된 무기와 관련 부품, 그리고 그러한 무기를 제조할 수 있는 수단이 설명되지 않고 남아 있다고 믿을 만한 충분한 이유를 가지고 있다. ... 이라크는 유엔 특별 위원회와 세계에 금지된 프로그램과 무기 시스템의 실제 범위와 성격에 대해 처음부터 거짓말을 해왔다."

 1998년 9월 7일, 리터는 미국 상원 군사위원회와 미국 상원 외교위원회 앞에서 증언했다. 증언 도중 존 매케인 (R, AZ)은 유엔 특별 위원회가 이라크가 세 개의 핵무기 구성 요소를 조립했으며, 단지 핵분열 물질만 부족하다는 정보를 가지고 있는지 물었다. 리터는 "특별 위원회는 세 개의 핵무기에 필요한 구성 요소가 핵분열 물질 없이 존재한다는 정보를 가지고 있다. 그렇다"고 답했다.
2002년 11월 8일, 유엔 안전보장이사회는 결의안 1441호를 통과시켜 이라크에 유엔 감시·검증·사찰 위원회 (UNMOVIC)와 국제 원자력 기구 (IAEA)의 무제한 사찰을 포함하여 "무장 해제 의무를 준수할 최종 기회"를 주었다. 사담 후세인은 11월 13일 이 결의안을 수락했고, 사찰관들은 UNMOVIC 의장 한스 블릭스와 IAEA 사무총장 무함마드 엘바라데이의 지휘 아래 이라크로 돌아갔다. 그 때부터 침공 시점까지 IAEA는 "이라크에서 핵무기 프로그램의 부활에 대한 어떠한 증거도 또는 그럴듯한 징후도 찾지 못했다". IAEA는 핵 농축에 사용될 수 있었던 특정 품목, 즉 알루미늄 튜브와 같은 원심분리기가 실제로는 다른 용도로 사용되었음을 결론지었다. UNMOVIC은 "대량살상무기 프로그램의 지속 또는 재개에 대한 증거"나 상당량의 금지 품목을 발견하지 못했다. UNMOVIC은 이라크가 신고하고 1998년 유엔 특별 위원회가 봉인한 소수의 빈 화학 로켓 탄두, 50리터의 머스터드 황, 그리고 약 50개의 알-사무드 미사일(이라크는 허용된 150km 사거리를 초과하지 않는다고 주장했지만, 시험에서 183km까지 비행했다)과 함께 소량의 머스터드 황 전구 물질의 파괴를 감독했다. 침공 직전 UNMOVIC은 이라크가 결의안 1441호를 준수하는지 확인하는 데 "몇 달"이 걸릴 것이라고 밝혔다.

### 침공 후 공식 수색
침공 후, 미국인 데이비드 케이가 이끄는 이라크 조사단 (ISG)은 대량살상무기 수색 임무를 맡았다. 조사 결과 이라크의 대량살상무기 생산은 1991년 경제 제재가 부과되면서 중단되었고 모든 주요 비축량은 파괴되었지만, 제재가 해제되면 생산을 재개할 수 있는 전문 지식은 보존되었다는 결론이 내려졌다. 이 그룹은 또한 이라크가 2003년 침공 직전까지 유엔이 금지한 장거리 미사일을 계속 개발하고 있었다는 결론을 내렸다.
2003년 10월 3일 중간 보고서에서 케이는 그룹이 "아직 무기 비축량을 찾지 못했다"고 보고했지만, "수십 건의 대량살상무기 관련 프로그램 활동"을 발견했다고 밝혔다. 여기에는 "CBW [화학 및 생물학 전쟁] 연구를 계속하기에 적합한" 비밀 실험실, "BW 작용제 인체 실험에 사용되었을 가능성이 있는" 교도소 실험실 단지, 한 과학자의 집에 보관된 살아있는 C. 보툴리눔 오크라 B 박테리아 병, "우라늄 농축 재개에 유용했을" 작은 부품과 12년 된 문서, 부분적으로 신고된 무인 항공기 및 150km 유엔 제한 범위를 초과하는 스커드 미사일의 미신고 연료, "최소 1,000km에 이르는 새로운 장거리 미사일의 계획 및 고급 설계 작업", 조선민주주의인민공화국으로부터 장거리 미사일 기술을 획득하려는 시도, 그리고 바그다드 본부 건물에서의 문서 파괴 등이 포함되었다. 대량살상무기 프로그램 중 활발한 생산이 관련된 것은 없었다. 대신 제재가 해제되면 작업을 재개하는 데 필요한 전문 지식을 유지하는 데 목표를 둔 것으로 보였다. 이 작업의 대부분에 관련된 이라크 인력은 유엔 무기 사찰관으로부터 이를 숨기라는 명령을 받았다고 밝혔다.
2004년 1월 찰스 듀엘퍼가 케이의 뒤를 이어 취임한 후, 케이는 상원 청문회에서 이라크가 대량살상무기 비축량을 보유하고 있다는 것에 대해 "우리 모두 거의 틀렸다"고 말했지만, 다른 ISG의 발견은 이라크가 전쟁 이전에 생각했던 것보다 잠재적으로 "더 위험"하게 만들었다고 말했다. 인터뷰에서 케이는 전 이라크 정부의 대량살상무기 프로그램 "상당 부분"이 2003년 침공 직전에 시리아로 옮겨졌지만, 대량의 무기 비축량은 포함되지 않았다고 말했다.
2004년 9월 30일, 찰스 듀엘퍼 휘하의 ISG는 포괄적인 보고서를 발표했다. 이 보고서는 "이라크의 대량살상무기 능력은 ... 1991년에 본질적으로 파괴되었다"고 명시했으며, 사담 후세인은 이후 제재를 해제하고 "제재가 해제될 때 대량살상무기(WMD)를 재건할 능력을 보존하는 것"에 집중했다고 밝혔다. 1991년 제재 부과 이후 대량살상무기의 지속적인 활발한 생산에 대한 증거는 발견되지 않았지만, "2000-2001년까지 사담은 제재의 많은 영향을 완화하는 데 성공했다".
보고서는 핵심 발견에서 다음과 같이 결론지었다: "사담 [후세인]은 이라크 정권을 너무나 지배하여 그의 전략적 의도는 오직 그에게만 있었다... 전 정권은 제재 이후 대량살상무기 재건에 대한 공식적인 서면 전략이나 계획을 가지고 있지 않았다. 또한 사담과 별개로 대량살상무기 정책 결정자나 계획자 그룹도 확인되지 않았다. 대신, 그의 부관들은 사담과의 오랜 관계와 그의 드물지만 확고한 구두 의견과 지시를 통해 대량살상무기 재건이 그의 목표임을 이해했다." 보고서는 또한 "이란이 [이라크의 대량살상무기 재건] 정책의 가장 중요한 동기였다... 이스라엘과의 균형을 맞추고 아랍 세계에서 위상과 영향력을 획득하려는 열망도 고려사항이었지만, 이차적이었다"고 지적했다. 2005년 3월 보고서 추가 자료는 "현재 이용 가능한 증거에 따르면, ISG는 이라크에서 시리아로 대량살상무기 물질의 공식적인 이전이 이루어졌을 가능성은 낮다고 판단했다. 그러나 ISG는 제한적인 대량살상무기 관련 물질의 비공식적인 이동을 배제할 수 없었다"고 명시했다.
2005년 1월 12일, 미군은 공식 수색을 중단했다. 침공 전 사담 후세인 정부 내 고위급 회의록은 ISG의 결론, 즉 그가 대량살상무기 비축량을 파괴했지만 생산을 재개할 전문 지식을 유지했다는 결론과 일치한다.

### 열화된 화학무기 발견
이라크 침공 후 대량살상무기 수색 과정에서 미군과 폴란드군은 이란-이라크 전쟁에서 사용된 열화된 화학무기를 발견했다. 이러한 화학무기로 인해 전 상원의원 릭 샌토럼 (R-PA)과 피터 훅스트라 (R-MI) 의원은 미국이 실제로 이라크에서 대량살상무기를 발견했다고 말했다.
이러한 주장은 이라크 조사단의 초대 국장이었던 데이비드 케이와 그의 후임자인 찰스 듀엘퍼와 같은 무기 전문가들에 의해 직접적으로 반박되었다. 케이와 듀엘퍼 모두 발견된 화학 무기는 미국이 찾고 있던 "대량살상무기"가 아니라고 밝혔다. 케이는 이라크 화학 무기 전문가들이 1980년대에 생산된 사린 신경 작용제는 더 이상 위험하지 않을 것이라는 데 "거의 100% 동의한다"고 덧붙였으며, 발견된 화학 무기는 "대부분의 미국인들이 싱크대 아래 가지고 있는 것보다 독성이 낮다"고 말했다. 이에 대해 훅스트라는 "데이비드 케이가 보고서를 검토할 기회가 있었다면 ... 그는 동의할 것이라고 100% 확신한다. ... 이 무기들은 치명적이고 위험하다"고 말했다. NPR의 Talk of the Nation에서 이 발견에 대해 논의하면서 찰스 듀엘퍼는 그러한 잔류 화학 탄약은 위험하지만 치명적이지 않다고 묘사했다.
우리가 발견한 것은, 유엔 시절과 나중에 이라크 조사단을 이끌었을 때 모두, 이 탄약들 중 일부는 고도로 열화된 작용제를 가지고 있었지만, 여전히 위험하다는 것이다. 알다시피, 그것은 국지적인 위험이 될 수 있다. 만약 반군이 그것을 얻어 국지적인 위험을 만들고 싶다면, 폭발시킬 수 있다. 내가 ISG, 즉 이라크 조사단을 운영했을 때, 우리는 이 급조폭발물, 즉 즉석 폭발 장치로 변형된 몇몇 탄약을 발견했다. 그러나 그것들은 국지적인 위험이다. 그것들은 주요 대량살상무기가 아니다.

열화된 화학 무기는 2004년 5월, 이라크에서 급조폭발물 (길가 폭탄)에 바이너리 사린 신경 가스 포탄이 사용되면서 처음 발견되었다. 이 장치는 해체되기 전에 폭발했으며, 두 명의 병사가 경미한 사린 노출 증상을 보였다. 155mm 포탄은 표식이 없었고 일반 고폭탄처럼 장치되어 있었는데, 이는 장치를 설치한 반군이 신경 가스가 들어있는지 몰랐음을 시사한다. 이달 초, 바그다드 도로 중앙에서 머스터드 가스가 들어있는 포탄이 버려진 채 발견되었다.
2004년 7월, 폴란드군은 이란-이라크 전쟁 당시 생산된 가스탄두에 든 사이클로사린을 구입하려는 반군을 발견했다. 사이클로사린은 전신인 사린과 마찬가지로 극도로 독성이 강한 유기 인산염 신경 가스이다. 이 반군들을 막기 위해 폴란드군은 2004년 6월 23일 두 개의 로켓을 구입했다. 미군은 나중에 이 두 로켓에서 사린의 흔적만 발견되었으며, 작고 열화되어 사실상 무해하며 "반군이 연합군에 사용하더라도 영향이 거의 또는 전혀 없다"고 판단했다.

### '수상한 문서'
수상한 문서는 이브라힘 알마라시가 작성한 문서로, 2003년 영국 정부가 "이라크: 은폐, 기만, 위협의 기반 시설"이라는 제목의 브리핑 문서에서 표절했다. 이 문서는 이전의 9월 문서에 대한 후속 조치였으며, 둘 다 이라크와 대량살상무기에 관한 것이었고 궁극적으로 정부가 2003년 이라크 침공에 대한 개입을 정당화하는 데 사용되었다. 알마라시의 논문 중 상당 부분이 미국의 국무장관 콜린 파월에 의해 유엔 총회에서 그대로 인용되었다. 가장 자주 인용된 부분은 사담이 45분 이내에 발사할 수 있는 대량살상무기를 가지고 있었다는 주장이었다.
마라시의 저서에서 표절되어 "수상한 문서"에 거의 그대로 복사된 자료는 그의 기사 "이라크의 안보 및 정보 네트워크: 안내 및 분석"에서 가져온 6개 단락이었다. 이 기사는 2002년 9월호 Middle East Review of International Affairs (또는 MERIA)에 게재되었다. 토니 블레어의 사무실은 결국 마라시에게 행동에 대해 사과했지만, MERIA 저널에는 사과하지 않았다.

### 결론
따라서 나쁜 소식은 유엔이 불량 정권이 자금을 훔치는 것을 막는 임무에 미치지 못했다는 것이다. 좋은 소식은 바로 이 유엔 기구가 같은 정권이 대량살상무기를 배치하고 핵무기를 개발하며 주변국에 대한 군사적 위협을 재구성하는 것을 막는 임무에 성공했다는 것이다. 대부분의 관찰자들은 유엔이 재정 감독에 아무리 미흡하더라도 우선순위를 제대로 정했다고 결론 내릴 것이다.
이라크에 대한 유엔 제재 체제, 특히 석유-식량 프로그램은 스캔들이 있었음에도 불구하고 스캔들 때문이 아니라 전체적으로 기록상 가장 성공적인 국제 제재 활용 사례이기 때문에 면밀히 검토할 가치가 있다. 그 성공의 이유와 방법을 문서화하는 것은 불량 정권이 무분별한 국제 사업가들과 공모하여 유엔이 관리하는 이라크 계좌에서 자금을 빼돌릴 수 있도록 허용한 단점을 수정하는 것만큼이나 중요하다.
이라크에서 대량살상무기 비축량을 발견하지 못한 것은 특히 미국에서 상당한 논란을 불러일으켰다. 미국 대통령 조지 W. 부시와 영국 총리 토니 블레어는 전쟁에 돌입한 자신들의 결정을 옹호하며, 전쟁에 반대하는 국가들을 포함한 많은 국가들이 사담 후세인 정부가 적극적으로 대량살상무기를 개발하고 있다고 믿었다고 주장했다.
민주당 전국위원회 의장 하워드 딘과 같은 비평가들은 부시와 블레어 행정부가 전쟁 명분을 만들기 위해 고의적으로 증거를 위조했다고 비난했다. 비평가들의 주장은 부시 행정부가 선호했던 아흐메드 찰라비의 이라크 국민회의가 제공한 외부 정보가 대부분 거짓으로 판명되었고, 찰라비가 나중에 조작자로 비난받았다는 사실에 의해 뒷받침되었다. 비판은 2005년 7월에 작성된 소위 다우닝 가 메모가 공개되면서 더욱 강화되었는데, 이 메모에서 전 영국 군사 정보국장은 "정보와 사실이 사담 후세인을 권좌에서 제거하는 정책에 맞춰 조작되고 있었다"고 썼다.
다우닝 가 메모와 옐로케이크 우라늄 스캔들이 정보 조작 주장에 신빙성을 더했지만, 상원 정보위원회와 찰스 롭과 로렌스 실버먼이 의장을 맡은 특별 임명된 이라크 정보위원회의 두 가지 초당적 조사는 정보 분석가들에게 정치적 압력이 가해졌다는 증거를 발견하지 못했다. 아넨버그 공공 정책 센터의 독립적인 평가는 부시 행정부 관리들이 공개 통신에서 정보를 오용했음을 발견했다. 예를 들어, 딕 체니 부통령의 2002년 9월 미트 더 프레스에서의 진술("우리는 그(사담)가 핵무기를 만들 우라늄을 농축하는 데 필요한 장비를 획득하기 위해 그의 조달 시스템을 사용하고 있다는 것을 절대적인 확신을 가지고 알고 있다")은 당시 정보 공동체의 견해와 일치하지 않았다.
공공청렴센터가 공동 저술한 연구에 따르면, 9·11 테러 이후 2년 동안 대통령과 고위 행정부 관리들은 전쟁에 대한 여론을 선동하기 위한 조직적인 홍보 캠페인의 일환으로 935건의 허위 진술을 했으며, 언론은 전쟁의 이유에 대한 비판 없는 보도에 대체로 공모했다. 빌 모이어스 PBS 논평가는 이라크 전쟁을 앞두고 내내 비슷한 주장을 했으며, 이라크 전쟁에 관한 전국 기자회견에 앞서 "이 기자회견에서 적어도 12번 이상 (대통령은) 미국을 공격하지 않은 나라에 대한 선제 공격을 정당화하기 위해 9/11과 알카에다를 언급할 것이다. 그러나 백악관 기자단은 오늘 밤 그 주장에 대해 어떤 어려운 질문도 하지 않을 것이다"라고 정확히 예측했다. 모이어스는 나중에 언론이 "미국 정부와 함께 전쟁으로 나아가기 위해 독립성과 회의론을 포기했다"고 말하며, 행정부가 "선전을 뉴스로 전달하고 응원할 순종적인 언론이 필요했다"고 언론의 공모를 비난하기도 했다.
미국 정보기관의 많은 사람들은 이라크 무기 프로그램에 대한 결함 있는 예측에 대해 진심으로 유감스러워했다. 2004년 1월 의회 증언에서 이라크 조사단의 초대 국장이었던 데이비드 케이는 "우리는 모두 틀렸음이 밝혀졌으며, 내 판단으로는 그것이 가장 혼란스럽다"고 분명히 말했다. 그는 나중에 인터뷰에서 정보기관이 대통령에게 사과해야 한다고 덧붙였다.
침공 이후, 이라크의 대량살상무기 생산에 관한 정부 주장을 홍보하는 데 언론의 역할에 많은 관심이 쏠렸다. 1998년에서 2003년 사이에 뉴욕 타임스와 다른 영향력 있는 미국 신문들은 "이라크 A-폭탄 개발 보고" 및 "이라크 비밀 세균전 노력 의심"과 같은 헤드라인으로 이라크의 재무장 프로그램 의혹에 대한 수많은 기사를 게재했다. 나중에 밝혀진 바에 따르면, 이러한 기사의 출처 중 상당수는 신뢰할 수 없었으며, 일부는 아흐메드 찰라비와 관련이 있었다.
핵 확산 가능성이 침공으로 인해 증가했는지 감소했는지에 대한 논란도 존재한다. 예를 들어, 2003년 1월 알 카카 부지에 IAEA가 봉인한 핵무기에서 핵분열성 물질을 폭발시키는 데 사용될 수 있는 수백 톤의 이중 용도 고폭탄이 있었다. 침공 직전, 유엔 사찰관들은 잠긴 벙커 문을 확인했지만 실제 내용은 확인하지 않았다. 벙커에는 봉인되지 않은 대형 환기 통풍구도 있었다. 10월이 되자 해당 물질은 더 이상 존재하지 않았다. IAEA는 침공 후 해당 물질이 약탈되어 핵 확산 위협을 초래할 수 있다고 우려를 표명했다. 미국은 3월 17일 위성 사진을 공개했는데, 이는 미군이 4월에 해당 지역에 도달하기 전 상당량의 물질을 제거할 수 있을 만큼 큰 트럭들이 해당 부지에 있었음을 보여주었다. 궁극적으로 침공 후 이라크 탄약을 확보하고 파괴하는 임무를 맡은 태스크포스 불릿의 오스틴 피어슨 소령은 태스크포스가 해당 부지에서 약 250톤의 물질을 제거하여 폭파하거나 다른 탄약을 폭파하는 데 사용했다고 밝혔다. 고강도 알루미늄과 같은 다른 이중 용도 물질에 대해서도 유사한 우려가 제기되었다. 침공 전에는 미국이 이를 이라크 핵무기 프로그램의 증거로 인용했지만, IAEA는 이를 허용된 산업 용도로 사용하고 있다고 만족했다. 전쟁 후에는 IAEA가 확산 우려를 강조한 반면, 듀엘퍼 보고서는 해당 물질의 고철 사용을 언급했다. 2003년 침공 이후 건설된 것으로 보이는 화학무기 연구실도 발견되었는데, 이는 반군 세력에 의해 건설된 것으로 보인다.
2004년 8월 2일, 부시 대통령은 "오늘 내가 아는 것을 알더라도 우리는 여전히 이라크에 들어갔을 것이다. ... 내가 내린 결정은 올바른 결정이다. 사담 후세인이 없는 세상은 더 나은 세상이다"라고 밝혔다.

## 이라크의 테러리즘 후원 의혹
이라크의 대량살상무기 개발 의혹과 함께, 침공의 또 다른 정당성은 사담 후세인 정부와 테러 조직, 특히 알카에다 간의 연관성 주장이었다. 그런 의미에서 부시 행정부는 이라크 전쟁을 광범위한 테러와의 전쟁의 일환으로 보았다. 미국 대통령 조지 W. 부시는 이라크 전쟁을 "테러와의 전쟁의 핵심 전선"이라고 정기적으로 묘사했다. 2003년 3월 6일 기자회견에서 부시는 다음과 같이 주장했다:
"이라크는 테러와의 전쟁의 일부이다. 이라크는 테러리스트와 연관이 있는 나라이고, 부유한 나라이며, 테러리스트를 훈련시키고, 테러리스트를 무장시킬 수 있는 나라이다. 그리고 우리 미국인들은 이 새로운 테러와의 전쟁에서 알카에다 테러리스트를 추적해야 할 뿐만 아니라 대량살상무기도 다루어야 한다는 것을 분명히 이해해야 한다."
2003년 2월 11일, 로버트 뮬러 FBI 국장은 의회에서 "테러 지원국으로 지정된 7개국(이란, 이라크, 시리아, 수단, 리비아, 쿠바, 조선민주주의인민공화국)은 미국에서 여전히 활동하고 있으며 미국을 표적으로 삼는 테러 단체를 계속 지원하고 있다"고 증언했다.
2002년 10월, 퓨 연구센터에 따르면 미국인의 66%가 "사담 후세인이 9·11 테러를 도왔다"고 믿었으며, 21%는 그가 9·11 테러에 연루되지 않았다고 답했다. 워싱턴 포스트가 2003년 9월에 발표한 여론조사에 따르면, 미국인의 거의 70%가 바트당 이라크가 9·11 테러에 연루되었다는 인식을 계속 유지하고 있었다. 이 여론조사는 또한 미국인의 약 80%가 사담 후세인이 알카에다에 물질적 지원을 제공했다고 의심하고 있음을 보여주었다.

### 알카에다
미국 정부는 1992년부터 사담과 알카에다 사이에 고도로 비밀스러운 관계가 존재했으며, 특히 이라크 정보국이 연루된 일련의 회의를 통해 그러한 관계가 있었다고 주장했다.

미국은 2001년 4월, 9/11 납치범 리더인 모하메드 아타가 체코 프라하에서 이라크 정보 요원과 만났다고 주장했다. 2001년 12월 9일 NBC의 미트 더 프레스와의 인터뷰에서 딕 체니 부통령은 다음과 같이 말했다.
(아타가) 프라하에 가서 지난 4월 (체코에서) 이라크 정보국의 고위 관리와 만난 것이 거의 확실하게 확인되었다. 공격 몇 달 전이었다.
체니는 2002년과 2003년에 이러한 주장을 반복했다.
미국은 또한 사담 후세인이 요르단 테러리스트 아부 무사브 알자르카위를 숨겨주고 있었다고 주장했으며, 콜린 파월 미국 국무장관은 그를 "오사마 빈라덴의 협력자"라고 불렀다. 2003년 2월 유엔 안전보장이사회 연설에서 파월은 다음과 같이 주장했다.
"... 자르카위 네트워크는 또 다른 독극물 및 폭발물 훈련 센터 캠프를 설립하는 데 도움을 주었으며, 이 캠프는 이라크 북동부에 위치하고 있다...
이 캠프 운영을 돕는 사람들은 사담 후세인의 통제하에 있는 이라크 북부 쿠르드 지역에서 활동하는 자르카위 부관들이다. 그러나 바그다드는 이 이라크 지역을 통제하는 급진 조직 안사르 알이슬람의 고위급 요원을 가지고 있다. 2000년에 이 요원은 알카에다에 이 지역에서 안전한 피난처를 제공했다. ...
빈 라덴이 수단에 주둔했던 1990년대 초중반으로 돌아가면, ... 사담과 빈 라덴은 알카에다가 더 이상 바그다드에 반하는 활동을 지원하지 않는다는 이해에 도달했다. 초기 알카에다 연관성은 알카에다와의 비밀 고위급 정보 기관 접촉, 알카에다와의 비밀 이라크 정보 고위급 접촉에 의해 형성되었다. ...
사담은 또한 2000년 10월 예멘에서 발생한 USS 콜호에 대한 알카에다 공격에 감명을 받았다.
이라크인들은 아프가니스탄에 있는 빈 라덴의 새 집을 계속 방문했다. 사담의 유럽 정보국장이었던 한 고위 탈북자는 사담이 1990년대 중반 아프가니스탄에 요원을 보내 알카에다 대원들에게 문서 위조 훈련을 제공했다고 말했다.
1990년대 후반부터 2001년까지 파키스탄 주재 이라크 대사관은 알카에다 조직과의 연락 담당 역할을 했다."

파월은 알카에다가 이라크인들에게서 대량살상무기를 구하려 했다고 덧붙였다.
"알카에다는 계속해서 대량살상무기 획득에 깊은 관심을 가지고 있다. 자르카위와 그의 네트워크 이야기처럼, 나는 이라크가 알카에다에 이 무기들에 대한 훈련을 제공하는 이야기를 선임 테러리스트 요원이 말하는 것을 추적할 수 있다. 다행히 이 요원은 현재 구금되어 있으며 그의 이야기를 했다.
... 이 구금자가 묘사하는 지원에는 이라크가 2000년 12월부터 두 명의 알카에다 동료에게 화학무기 또는 생물학 무기 훈련을 제공한 것이 포함되었다. 그는 압둘라 알이라키로 알려진 무장대원이 독극물과 가스를 획득하는 데 도움을 받기 위해 1997년에서 2000년 사이에 여러 번 이라크로 파견되었다고 말했다. 압둘라 알이라키는 이라크 관리들과 맺은 관계를 성공적이라고 평가했다."

### 기타 테러 조직
이라크 침공의 정당성을 주장하면서, 부시 행정부는 알카에다 외의 다른 테러 조직들과 사담 후세인의 관계도 언급했다. 사담 후세인은 분쟁에서 사망한 팔레스타인인 가족들에게 재정적 지원을 제공했는데, 이 중에는 하마스와 같은 중동의 무장 조직과 협력하는 자살 폭탄 테러범 가족에게는 최대 25,000달러를 지급하기도 했다. 2003년 2월 5일 유엔 안전보장이사회 연설에서 콜린 파월은 다음과 같이 주장했다.
... 사담 후세인과 다른 이슬람 테러 조직 간의 협력 기록은 명확하다. 예를 들어, 하마스는 1999년에 바그다드에 사무실을 열었으며, 이라크는 팔레스타인 이슬람 지하드가 참석한 회의를 개최했다. 이 단체들은 이스라엘에 대한 자살 공격을 후원하는 선봉에 있다.
1993년 세계 무역 센터 폭탄 테러 이후, 이라크계 미국인 용의자 압둘 라흐만 야신은 FBI에 처음 구금된 후 이라크로 도피했다. 얼마 후 FBI는 그가 폭탄과 연관되어 있다는 증거를 발견했다. 야신의 연루는 이라크가 폭탄 테러에 개입했음을 의미한다고 주장되었다. 이 주장은 아메리칸 엔터프라이즈 인스티튜트의 로리 마이로이 박사와 전 미국 해군 대학 부교수에 의해 대중화되었다. 마이로이 박사는 신보수주의자인 폴 월포위츠와 연관되어 있었으며, 그 역시 같은 견해를 가지고 있었다.
야신은 FBI의 수배 테러리스트 명단에 올라 있으며, 여전히 도피 중이다.

### 결론
이라크와 알카에다 간의 연관성에 대한 증거는 2003년 침공 이전부터 중앙정보국, 미국 국방정보국 및 국방부 감사관실을 포함한 여러 미국 정보기관에 의해 신빙성이 떨어지는 것으로 밝혀졌다. 2001년 9월 21일자 대통령 일일 브리핑 (부시의 요청으로 작성)은 미국 정보기관이 사담 후세인과 9/11 테러를 연결하는 증거를 가지고 있지 않으며, "이라크가 알카에다와 중요한 협력 관계를 맺었다는 신뢰할 만한 증거는 거의 없다"고 밝혔다. 대통령 일일 브리핑은 사담 정부와 알카에다 사이에 존재했던 소수의 접촉을 그룹을 감시하려는 이라크의 시도로 보았고, 협력하려는 시도가 아니라고 일축했다. CIA는 또한 아타와 이라크 정보기관 간의 만남 의혹에 대해 회의적인 입장을 표명했다. 2004년 10월 초 CIA 보고서는 "이라크가 아부 무사브 알자르카위를 은닉했다는 명확한 증거를 찾지 못했다"고 밝혔다. 더 넓은 의미에서, CIA의 케르 그룹은 2004년에 "그러한 연관성을 찾기 위한 철저하고 반복적인 수색을 수행하는 데 '의도적으로 공격적인 접근 방식'을 취했음에도 불구하고, [미국] 정보 기관은 작전적 또는 협력적 관계가 존재하지 않는다는 평가를 확고히 유지했다"고 요약했다. 이라크에서 회수된 문서들은 알카에다와 이라크 사이에 어떠한 관계도 존재하지 않았음을 확인했다.
1993년 세계 무역 센터 폭탄 테러에 이라크가 연루되었다는 의혹 또한 신빙성이 없는 것으로 밝혀졌다. 폭탄 테러 수사를 지휘했던 닐 허먼 FBI 요원은 야신이 바그다드에 있었다는 것이 이라크가 공격을 후원했다는 의미는 아니라고 지적했다: "우리는 그 부분을 상당히 광범위하게 조사했다. 이라크 정부와의 연관성은 없었다." CNN 테러리즘 기자 피터 L. 버겐은 "요컨대, 1990년대 중반까지 뉴욕의 합동 테러리즘 태스크포스, FBI, 뉴욕 남부 지구 연방 검찰청, CIA, NSC, 국무부 모두 이라크 정부가 첫 번째 세계 무역 센터 공격에 연루되었다는 증거를 찾지 못했다"고 썼다. 버겐은 나중에 마이로이 박사를 "사담이 93년 세계 무역 센터 공격뿐만 아니라 지난 10년간의 모든 반미 테러 사건, 즉 케냐와 탄자니아 주재 미국 대사관 폭탄 테러부터 오클라호마시티 연방 건물 폭파 사건, 심지어 9/11 자체까지 배후에 있었다고 주장하는 '정신병자'"라고 불렀다. 전략국제연구센터 선임 연구원 다니엘 벤자민은 다음과 같이 썼다: "CIA와 FBI의 가장 박식한 분석가들과 수사관들은 자신들의 연구가 마이로이 박사의 주장을 결정적으로 반증한다고 믿는다."
이러한 발견에도 불구하고, 부시 행정부는 알카에다와 사담 후세인 사이에 연관성이 존재한다고 계속 주장했는데, 이는 나중에 어떠한 연관성도 존재하지 않았다는 것이 밝혀지자 정보기관 관계자와 주요 민주당원들로부터 상당한 비판을 받았다. 침공 당시 국무부는 알카에다가 활동 중인 국가로 미국을 포함하여 45개국을 나열했다. 이라크는 그 중 하나가 아니었다. 사담과 알카에다 간의 연관성을 주장한 정보는 아흐메드 찰라비의 이라크 국민회의가 제공했다. 딕 체니 부통령, 도널드 럼즈펠드 국방장관, 그리고 동료 신보수주의자들은 CIA의 정보 해석에 회의적이었기 때문에 INC 정보에 대한 외부 분석을 선호했다. INC가 제공한 정보의 대부분은 거짓으로 판명되었고, 찰라비는 나중에 조작자로 비난받았다.
또한, 2007년 4월 토마스 F. 김블 임시 감사관의 보고서에 따르면, 당시 국방부 차관 더글러스 J. 파이스 (딕 체니 부통령과 도널드 럼즈펠드 국방장관의 측근)가 운영하던 국방부의 특수 계획실은 전쟁 명분을 강화하기 위해 고의로 증거를 조작한 것으로 밝혀졌다. 이러한 주장은 2005년 7월 소위 다우닝 가 메모의 공개로 뒷받침되었는데, 이 메모에서 리처드 디어러브 (당시 영국 해외 정보 기관인 MI6의 수장)는 "정보와 사실이 [미국에 의해] 사담 후세인을 권좌에서 제거하는 정책에 맞춰 조작되고 있었다"고 썼다.

미국 정치 과학자 에이미 거슈코프와 샤나 쿠슈너 가다리안이 2005년에 발표한 연구는 2001년 9월부터 2003년 5월까지 조지 W. 부시의 연설과 여론 조사 데이터를 분석했는데, 그 결과 미국인들 사이에서 2003년 미국 이라크 침공에 대한 지지 증가의 주요 촉매는 사담 후세인과 알카에다, 그리고 9·11 테러와의 연관성에 대한 미국 대중의 인식이 되었다는 것을 발견했다. 연구 결과에 따르면:
"2003년 이라크 전쟁은 부시 행정부가 테러와의 전쟁의 연장선상에 있는 갈등으로 성공적으로 틀을 잡았기 때문에 높은 수준의 대중적 지지를 얻었다. 뉴욕 타임스의 대통령 연설 보도는 이라크 분쟁을 테러와의 전쟁의 일부로 보는 시각에 대한 논쟁이 거의 없었다. 이 주장은 여러 출처의 여론 조사 데이터에서 나타났듯이 대중의 태도에 엄청난 영향을 미쳤다."
정보 전문가들은 이라크 전쟁이 테러리즘을 증가시켰다고 주장했는데, 비록 미국에서는 테러 행위가 발생하지 않았지만 말이다. 런던의 보수적인 국제전략문제연구소는 2004년 이라크 점령이 지하드주의자들에게 "강력한 세계적 모집 구실"이 되었으며, 침공이 알카에다를 "활성화시키고" 그곳에서 "역설적으로 반군 폭력을 고무했다"고 결론지었다. 대테러 전문가 로한 구나라트나는 이라크 침공을 중동에서 테러리즘을 크게 증가시킨 "치명적인 실수"라고 불렀다. 미국 국가정보위원회는 2005년 1월 보고서에서 이라크 전쟁이 새로운 세대의 테러리스트를 부추겼다고 결론지었다. 데이비드 B. 로우, 초국가적 위협 담당 국가정보관은 이라크 전쟁이 테러리스트들에게 "훈련장, 모집지, 기술 능력 향상 기회"를 제공했으며, "심지어 최상의 시나리오에서도 시간이 지남에 따라 그곳에서 죽지 않은 지하드주의자들 중 일부는 본국으로 돌아가서 다른 여러 나라로 분산될 가능성이 있다"고 보고서가 결론지었다고 밝혔다. 위원회 의장 로버트 L. 허칭스는 "현재 이라크는 국제 테러 활동의 자석"이라고 말했다. 그리고 2006년 국가 정보 추정은 미국의 16개 정보 기관의 고려된 판단을 다음과 같이 요약했다: "이라크 분쟁은 지하드주의자들에게 '명분의 대상'이 되어 미국이 이슬람 세계에 개입하는 것에 대한 깊은 불만을 불러일으키고 세계 지하드 운동의 지지자들을 양성했다."

알카에다 지도자들도 이라크 전쟁이 자신들의 모집 및 작전 노력에 도움이 되었다고 공개적으로 언급하며, 미국이 이슬람과 전쟁 중이라는 증거와 새로운 세대의 지하드주의자들이 미군에 대한 공격을 연습할 훈련장을 전 세계 지하드주의자들에게 제공했다고 주장했다. 2003년 10월, 오사마 빈라덴은 "기쁜 소식을 들어라: 미국은 티그리스와 유프라테스 늪에 빠져 있다. 부시는 이라크와 그 석유를 통해 쉬운 먹잇감이다. 지금 그는, 신에게 감사하게도, 당황스러운 상황에 처해 있으며, 미국은 오늘날 전 세계의 눈앞에서 파괴되고 있다"고 발표했다. 이러한 감정을 반영하여 알카에다 사령관 사이프 알아델은 이라크 전쟁에 대해 의기양양하게 "미국인들은 미끼를 물었고 우리 함정에 빠졌다"고 밝혔다. 알자르카위가 사망한 이라크 잔해에서 발견되어 2006년 10월 미군에 의해 공개된 알카에다 지도자 아티야 압둘 라흐만의 것으로 추정되는 편지는 알카에다가 이 전쟁을 자신들의 목표에 유리하게 인식하고 있음을 시사했다: 
"가장 중요한 것은 지하드가 굳건히 계속된다는 것이다. ... 실제로 전쟁을 장기화하는 것은 우리에게 이득이다."

## 인권
미국은 사담 후세인의 인권 침해에 대한 유엔의 비난을 이라크 침공의 여러 이유 중 하나로 꼽았다.
이라크의 대량살상무기와 관련한 미국과 영국의 주장을 뒷받침하는 증거가 약화되면서, 부시 행정부는 이라크 결의안에서 의회가 명시했던 다른 문제들, 예를 들어 사담 정권의 인권 침해를 군사 개입의 정당성으로 더 많이 강조하기 시작했다. 사담 후세인 정부가 자국민의 인권을 일관적으로 폭력적으로 침해했다는 점은 거의 의심의 여지가 없다. 20년이 넘는 통치 기간 동안 사담 후세인은 수천 명의 이라크 시민을 고문하고 살해했으며, 여기에는 1980년대 중반 이라크 북부에서 쿠르드족 수천 명에게 독가스를 살포하고 학살하고 1991년 걸프 전쟁 이후 시아파와 쿠르드족 봉기를 잔인하게 진압했으며, 이라크 남부의 마쉬 아랍족에 대한 15년 간의 탄압과 이주 캠페인이 포함된다. 2003년 국정연설에서 부시 대통령은 사담 정권이 부모가 보는 앞에서 자녀를 고문하여 자백을 얻어내고, 전기 충격, 뜨거운 인두로 지지기, 피부에 산성액 떨어뜨리기, 전기 드릴로 절단하기, 혀 자르기, 강간과 같은 행위를 언급했다.
많은 비평가들은 이라크 결의안에 반복적으로 언급되었음에도 불구하고 인권이 전쟁의 주요 정당화 사유가 아니었으며, 대량살상무기 및 사담 후세인의 테러와의 연관성에 대한 증거가 신뢰성을 잃은 후에야 중요하게 부각되었다고 주장했다. 예를 들어, 2003년 7월 29일 상원 외교위원회 청문회에서 당시 폴 월포위츠 국방부 차관은 증언의 대부분을 사담 후세인의 인권 기록에 할애했으며, 이로 인해 링컨 체이피 상원의원 (R-RI)은 "전쟁을 앞둔 몇 달 동안 대량살상무기, 대량살상무기, 대량살상무기라는 주장이 꾸준히 반복되었다. 그런데 월포위츠 장관님, 오늘 아침 거의 한 시간 동안 증언하시면서 대량살상무기를 딱 한 번, 그것도 즉흥적으로 언급하셨다"고 불평했다.
휴먼 라이츠 워치와 국제앰네스티와 같은 주요 인권 단체들은 인권 문제가 침공의 핵심 근거였다 할지라도, 인도주의적 관점에서 군사 개입이 정당화될 수 없다고 추가로 주장했다. 켄 로스 휴먼 라이츠 워치 사무총장은 2004년에 사담 후세인의 끔찍한 인권 기록에도 불구하고, "당시 이라크에서 발생한 살해는 그러한 개입을 정당화할 만큼 예외적인 성격이 아니었다"고 썼다.
더 넓은 의미에서 전쟁 비평가들은 미국과 유럽이 1980년대 사담 후세인 정권을 지지했으며, 그 시기는 그의 최악의 인권 침해가 발생했던 시기였으므로, 군사 개입이 인도주의적 목적이었다는 주장의 진정성에 의문을 제기한다고 주장했다. 미국과 유럽은 이란-이라크 전쟁 동안 상당한 군사 및 재정 지원을 제공했으며, 사담 후세인 정부가 이란 병사들과 쿠르드 반군에게 정기적으로 화학 무기를 사용하고 있다는 사실을 충분히 인지하고 있었다. 미국의 원조는 주로 1983년 이후 이라크의 패배를 막는 데 목적이 있었다. 이와 같은 맥락에서, 인권을 명분으로 사용하는 것에 대한 비평가들, 예를 들어 컬럼비아 대학교 법학과 교수 마이클 도프는 첫 번째 대통령 선거 운동에서 부시가 인도주의적 목적을 위해 미국 군사력을 사용하는 것에 대해 매우 비판적이었다는 점을 지적했다.
일각에서는 이라크에서는 인도주의적 이유로 군사 개입이 정당화되었어야 하지만, 다르푸르와 같이 인권 침해가 훨씬 심각한 다른 국가에서는 왜 그렇지 않았는지 의문을 제기했다.

### 유엔
유엔 헌장 제1조에 따르면, 유엔은 다음과 같은 책임을 가진다: "경제적, 사회적, 문화적, 또는 인도적 성격의 국제 문제를 해결하고, 인종, 성별, 언어, 또는 종교에 따른 차별 없이 모든 사람의 인권과 기본적인 자유에 대한 존중을 촉진하고 장려하는 데 국제 협력을 달성한다." 유엔 헌장 제39조에 따르면, 이러한 결정에 대한 책임은 유엔 안전 보장 이사회에 있다.틀:Context inline

### 제재 종료
미국 딕 체니 부통령은 제재를 "역사상 가장 침략적인 무기 통제 시스템"이라고 불렀으며, 이라크 전쟁의 한 가지 근거로 제재의 붕괴를 언급했다. 제재로 인한 사망자 수를 논란의 여지가 있는 대규모 추정치로 받아들이면서, 월터 러셀 미드는 그러한 전쟁을 제재 체제를 계속하는 것보다 더 나은 대안으로 주장했다. 왜냐하면 "봉쇄의 매년은 새로운 걸프 전쟁"이기 때문이다. 그러나 경제학자 마이클 스패거트는 "제재가 50만 명 이상의 어린이 사망을 초래했다는 주장은 [대량살상무기 주장과 마찬가지로] 매우 틀렸을 가능성이 높다"고 주장한다.

## 석유

### 석유를 근거로 언급하는 진술
부시의 재무장관 폴 오닐은 부시의 첫 두 국가안보회의 회의에서 이라크 침공을 논의했다고 말했다. 그는 "사담 이후 이라크 계획"이라는 제목의 브리핑 자료를 받았는데, 이는 이라크의 석유 부를 분배하는 것을 구상했다. 2001년 3월 5일자 국방부 문서의 제목은 "이라크 유전 계약을 위한 외국 경쟁자들"이었고, 잠재적인 탐사 지역 지도를 포함하고 있었다.
2003년 7월, 브워지미에시 치모셰비치 폴란드 외교부 장관은 "우리는 폴란드 석유 회사들이 마침내 원자재 공급원에 접근하기를 바라는 염원을 결코 숨기지 않았다"고 말했다. 이 발언은 폴란드 기업 그룹이 할리버튼의 자회사인 KBR과 계약을 체결한 후에 나왔다. 치모셰비치는 이라크 유전 접근이 "우리의 궁극적인 목표"라고 밝혔다.
BBC 기자 그레고리 팔라스트의 한 보도에 따르면, 익명의 "내부자"를 인용하여 미국이 "이라크의 모든 유전 매각"을 요구했으며, 9·11 테러 훨씬 이전에 이라크에서 쿠데타를 계획했다고 주장했다. 팔라스트는 또한 "새로운 계획은 OPEC 할당량을 초과하는 대규모 생산 증가를 통해 이라크 석유를 사용하여 OPEC 카르텔을 파괴하려는 신보수주의자들이 만들었다"고 썼지만, 이라크 석유 생산량은 이라크 전쟁 이후 감소했다.
2003년부터 2007년까지 미 중부사령부 사령관이었던 존 애비자이드 장군은 이라크 전쟁에 대해 "무엇보다도 중동에서 벌어지는 역학 관계를 이해하는 것이 정말 중요하다고 생각한다. 그리고 물론 그것은 석유에 관한 것이고, 석유에 관한 것이며, 우리는 그것을 부인할 수 없다"고 말했다.
2008년 공화당 대통령 후보였던 존 매케인은 이라크 전쟁이 미국의 해외 석유 의존과 관련이 있다는 자신의 발언을 명확히 할 수밖에 없었다. 매케인은 "친구들, 우리는 에너지 정책에 대해 이야기할 것이다. 이는 중동 석유에 대한 우리의 의존도를 없애고, 다시는 젊은 남녀를 중동 분쟁에 보내지 않도록 할 것이다"라고 말했다. 그의 발언을 명확히 하기 위해 매케인은 "'다시'라는 단어가 잘못 해석되었다. 나는 국가 안보상의 이유로 해외 석유에 대한 의존도를 없애기를 원하며, 그것이 내가 의미하는 전부이다"라고 설명했다.
많은 비평가들은 행정부 관리들의 에너지 기업과의 과거 관계에 초점을 맞추었다. 조지 W. 부시와 딕 체니 모두 이전에 아르부스토, 하르켄 에너지, 스펙트럼 7, 할리버튼과 같은 석유 및 석유 관련 회사의 CEO였다. 2003년 이라크 침공 이전, 심지어 테러와의 전쟁 이전에도 행정부는 국가안보보좌관 콘돌리자 라이스 (전 셰브론 이사)와 상무장관 도널드 에번스 (전 톰 브라운 사장)를 포함한 내각 구성원들의 민간 부문과의 유대 관계가 에너지 정책에 대한 그들의 판단에 영향을 미칠지 여부에 대한 우려를 제기했다.
전쟁 이전에 CIA는 이라크의 석유 생산과 불법 석유 판매를 이라크의 주요 자금 조달 수단으로 보았다. CIA의 2002년 10월 "이라크의 대량살상무기 프로그램"에 대한 비공개 백서의 첫 페이지 "주요 판단, 이라크의 대량살상무기 프로그램" 제목 아래에는 "이라크의 불법 석유 판매 능력 증가는 바그다드의 대량살상무기 프로그램 자금 조달 능력을 증가시킨다"고 명시되어 있다.

#### 민간 석유 사업
이라크는 세계에서 다섯 번째로 큰 확인된 석유 매장량인 141 십억 배럴 (2.24×1010 m3)를 보유하고 있으며, 탐사 증가로 인해 200 십억 배럴 (3.2×1010 m3) 이상으로 늘어날 것으로 예상된다. 비교하자면, 세계에서 가장 큰 확인된 석유 공급원인 베네수엘라는 298 십억 배럴 (4.74×1010 m3)의 확인된 석유 매장량을 가지고 있다.
글로벌 정책 포럼 (GPF)과 같은 조직들은 이라크의 석유가 "그곳의 정치적 지형의 핵심 특징"이며, 2003년 이라크 침공의 결과로 "'친화적인' 회사들이 앞으로 수십 년 동안 수천억 달러의 이익을 가져올 가장 수익성 높은 석유 거래의 대부분을 차지할 것으로 예상된다"고 주장했다. GPF에 따르면, 2005년 이라크 헌법에 대한 미국의 영향력은 "외국 기업의 주요 역할을 보장하는 언어"를 포함하도록 보장했다.

#### 석유의 전략적 중요성

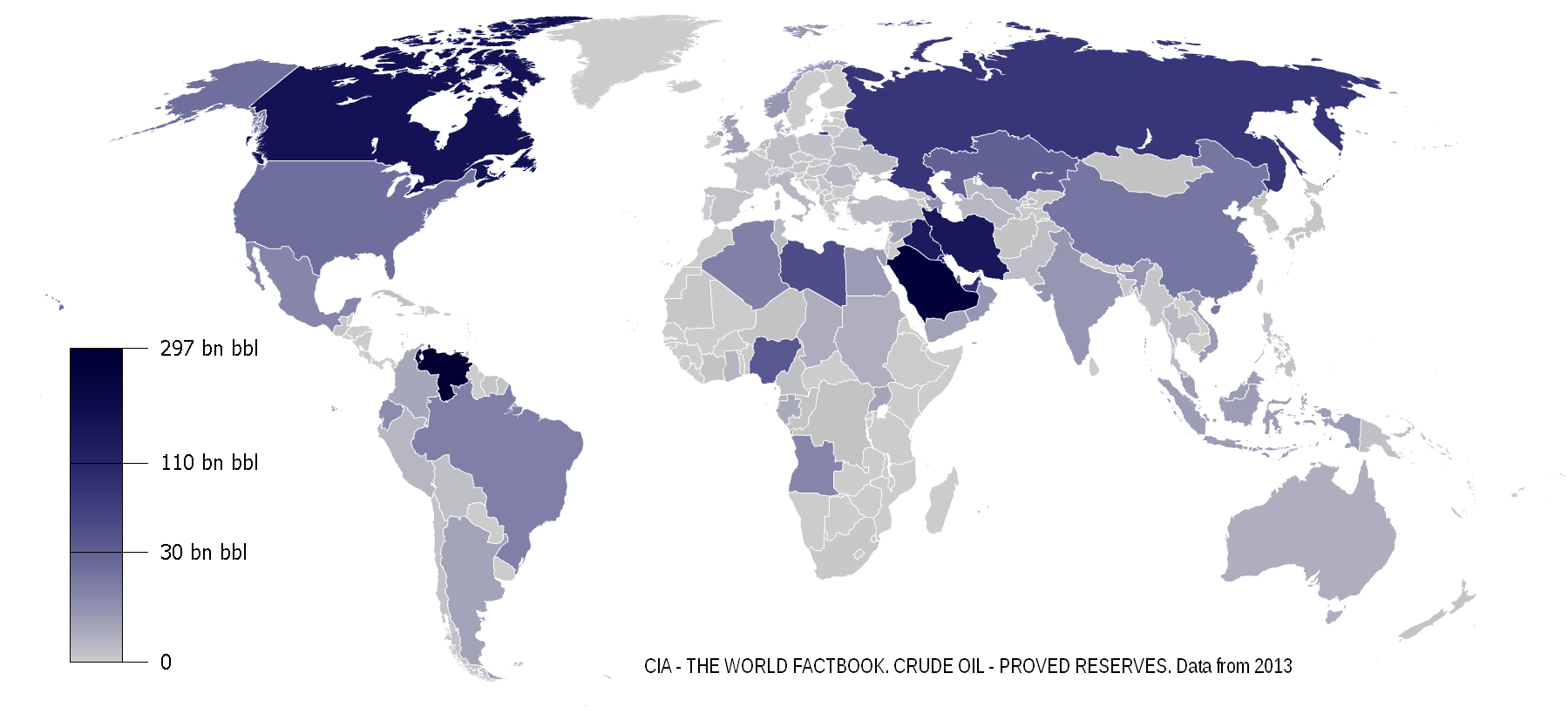
전 세계 가채 석유 매장량 지도 (CIA-월드 팩트북, 2009)

석유는 전 세계적으로 엄청난 경제적, 정치적 영향력을 행사하지만, 정치적 영향력과 경제적 영향력 사이의 경계가 항상 명확한 것은 아니다. 국가안전보장에 대한 석유의 중요성은 다른 어떤 상품과도 다르다.
현대 전쟁은 특히 석유에 의존한다. 거의 모든 무기 시스템이 석유 기반 연료(탱크, 트럭, 장갑차, 자주포, 비행기, 해군 함정)에 의존하기 때문이다. 이러한 이유로 강력한 국가의 정부와 총참모부는 전쟁 중 먼 작전 극장에서 석유를 많이 소비하는 군대에 연료를 공급하기 위해 안정적인 석유 공급을 확보하려고 노력한다. 그러한 정부는 자국 기업의 세계적 이익을 국익과 동의어로 보고, 새로운 생산원을 통제하고, 외국 경쟁자를 압도하며, 가장 유리한 파이프라인 경로 및 기타 운송 및 유통 채널을 확보하려는 자국 기업의 노력을 쉽게 지원한다.

이라크 전쟁 비판론자들은 2001년 초부터 미국 관리들과 민간 부문 대표들이 이러한 상호 지원적 관계를 계획하고 있었다고 주장한다. 당시 제임스 베이커 연구소와 외교협회는 "전략적 에너지 정책: 21세기 도전"이라는 보고서를 발표했는데, 이 보고서는 당시 캘리포니아 주를 혼란에 빠뜨리고 있던 정전 및 유가 상승과 같은 에너지 위기의 장기적 위협을 설명했다. 보고서는 이라크에 대한 미국의 군사, 에너지, 경제, 정치 정책에 대한 포괄적인 검토를 권고했으며, 이는 "반미주의를 낮추고 궁극적으로 이라크 유전 투자 제한을 완화하기 위한 토대를 마련하기 위한 것"이었다. 이 보고서의 긴급한 어조는 캘리포니아 전력 위기 이전에 셰브론 CEO 케네스 T. 데르가 캘리포니아 커먼웰스 클럽에서 했던 비교적 차분한 연설과 대조를 이루었다. 그는 당시 "이라크가 엄청난 양의 석유와 가스 매장량을 보유하고 있음에도 불구하고 (셰브론이 접근하고 싶어하는 매장량), 우리는 이라크에 부과한 제재에 전적으로 동의한다는 사실에 놀랄 수도 있다"고 말했다.

#### 석유와 외교 관계
요르단, 모로코, 파키스탄, 튀르키예에서 이라크 침공 후 실시된 여론조사는 각국 인구의 대다수가 "테러와의 전쟁의 진정성을 의심하는" 경향이 있음을 보여주었다.
통제와 지배 의지의 기원에 대한 의견 불일치가 있었지만, 테러와의 전쟁에 회의적인 사람들은 신미국세기 프로젝트를 일찍이 그리고 자주 지적했다. 이 단체는 1997년 윌리엄 크리스톨과 로버트 케이건이 설립한 싱크탱크이다. 이 조직은 일련의 출판물을 통해 석유, 영토, 무력 사용에 대한 자신들의 입장을 분명히 했다.
- 1998년 빌 클린턴 대통령에게 보낸 서한:

사담이 대량살상무기를 전달할 능력을 획득하게 된다면 (현재의 경로를 계속하면 거의 확실하게 그렇게 될 것이다), 이 지역에 주둔한 미군, 이스라엘과 온건한 아랍 국가들과 같은 우리의 친구와 동맹국들, 그리고 전 세계 석유 공급의 상당 부분이 모두 위험에 처할 것이라는 점을 굳이 덧붙일 필요도 없다. ... 유일하게 허용되는 전략은 이라크가 대량살상무기를 사용하거나 사용할 위협을 할 가능성을 제거하는 전략이다. 단기적으로 이는 외교가 분명히 실패하고 있으므로 군사적 행동을 취할 의지를 의미한다.

- 2000년 9월 외교정책 보고서:

미군은 영국군 및 프랑스군과 함께 ... 미국과 주요 동맹국들이 극히 중요한 지역에 대한 장기적인 약속을 나타낸다. 실제로 미국은 수십 년 동안 걸프 지역 안보에서 더 영구적인 역할을 하려고 노력해 왔다. 이라크와의 해결되지 않은 갈등이 즉각적인 정당성을 제공하지만, 걸프 지역에 상당한 미군 병력 주둔의 필요성은 사담 후세인 정권 문제를 초월한다.

- 2001년 5월 "이라크 해방" 요청:

사담은 1980년 이후 두 번이나 이웃 국가들과 전쟁을 벌여 중동을 지배하려고 시도했으며, 이는 그에게 이 지역의 석유 부와 아랍 세계의 정체성에 대한 통제권을 줄 수 있었다.

- 2004년 정당화:

그의 [사담 후세인의] 분명하고 흔들림 없는 야망, 즉 30년 동안 육성되고 행동으로 옮겨진 야망은 중동을 경제적으로나 군사적으로 지배하는 것이었다. 이는 이 지역의 석유 부의 대부분을 획득하고 그의 길을 가로막는 모든 자를 위협하거나 파괴하려는 시도를 통해 이루어졌다. 이것 역시 그를 권좌에서 제거하기에 충분한 이유였다.

1998년 PNAC 서한에 서명한 18명 중 11명은 나중에 부시 대통령 행정부에서 직책을 맡게 된다.
- 엘리엇 에이브럼스,
- 리처드 아미티지,
- 존 R. 볼턴,
- 폴라 도브리안스키,
- 프랜시스 후쿠야마,
- 잘메이 할릴자드,
- 리처드 펄,
- 피터 W. 로드먼,
- 도널드 럼즈펠드,
- 폴 월포위츠, 그리고
- 로버트 B. 졸릭.[165]

딕 체니, 엘리엇 A. 코헨, 루이스 리비 행정부 관리들은 1997년 PNAC "원칙 선언"에 서명했다.
2003년 4월 가디언의 한 기사에서, 전 CIA 고위 관리는 이라크 전쟁을 추진하는 강력한 세력이 이스라엘과 미국의 에너지 공급을 보호하기 위해 이라크 바스라 주변의 유전을 장악할 계획을 세우고 있으며, 1948년 영국령 팔레스타인 위임통치령의 종말 이후 비활성화된 키르쿠크-하이파 송유관을 재건할 계획이라고 주장했다. 이 파이프라인의 재활성화는 이스라엘 국가 인프라부 장관 조셉 파리츠키가 처음 공개적으로 논의했다. 파리츠키는 이 파이프라인이 이스라엘의 에너지 비용을 25% 이상 대폭 절감할 것이라고 언급했다. 이스라엘은 현재 러시아로부터 비싼 수입에 크게 의존하고 있기 때문이다. 국무부 소식통 또한 이스라엘과의 평화 조약 체결이 새로운 이라크 정부의 '최우선 과제'가 될 것이라고 밝혔으며, 아흐메드 찰라비는 이라크의 이스라엘 국가 승인을 논의한 것으로 알려져 있다. 사우디아라비아 주재 미국 대사 제임스 E. 에이킨스 또한 전 국무장관 헨리 키신저가 이라크에서 이스라엘로 석유를 파이프라인으로 운송하는 것을 구상했으며, 심지어 사담 후세인이 1980년대 미국의 주요 동맹국이었을 때 이라크에서 요르단의 아카바로, 이스라엘의 엘랏 항구 반대편으로 석유 파이프라인을 건설할 계획을 세웠다고 밝혔다.

#### 월포위츠 비밀결사
미국이 아프가니스탄을 침공한 직후, 가디언은 이라크를 침공하여 바스라 주변의 유전을 장악하고 그 수익을 남부와 북부의 이라크 반대 세력을 지원하는 데 사용할 계획이라고 보도했다. 나중에 미 정보기관은 이러한 주장을 신뢰할 수 없다고 일축하며 이라크를 공격할 계획이 없다고 밝혔다. 2001년 10월 14일, 가디언은 다음과 같이 보도했다.
국무부와 국회에서 국방부 차관 폴 월포위츠를 따라 "월포위츠 비밀결사"라고 불리는 이 그룹은 어제 공중 지원과 미군 지상군의 이라크 남부 점령을 통해 런던에 기반을 둔 이라크 반대 그룹을 새로운 정부의 수장으로 세우는 전략을 위한 토대를 마련하고 있었다. 이 계획에 따라 미군은 이라크 남동부 바스라 주변의 유전도 장악하고 석유를 팔아 남부의 이라크 반대 그룹과 북부의 쿠르드족을 지원할 것이라고 한 고위 관리가 말했다.

가디언은 나중에 이라크 전쟁이 석유 통제 및 추출에 기반한다는 주장을 철회했다. 가디언 편집자들은 정정문에서 "미국이 목표를 달성하기 위한 경제적 선택지가 사실상 없었지, 석유의 경제적 가치가 전쟁을 부추긴 것이 아니라는 점이 분명했다. 이 보도는 웹사이트에만 게재되었고 현재는 삭제되었다"고 썼다. 이 정정문에서 월포위츠는 "조선민주주의인민공화국과 이라크의 차이점은 우리가 이라크에 대해서는 경제적 선택지가 거의 없었다는 것이다. 이 나라는 석유 바다 위에 떠 있기 때문이다. 조선민주주의인민공화국의 경우, 이 나라는 경제 붕괴 직전에 있으며, 이는 중요한 지렛대라고 생각한다. 반면에 조선민주주의인민공화국과 이라크의 군사적 상황은 매우 다르다"고 말했다.

#### 페트로달러 전쟁
페트로달러 전쟁은 국제적으로 미국 달러를 석유 거래 결제의 표준 수단으로 사용하는 것이 이라크, 이란, 베네수엘라와 같은 국가에 대한 폭력적인 군사 개입에 의해 강제되는 일종의 경제 제국주의이며, 세계 정치의 핵심 동인이라는 아이디어를 의미한다. 이 용어는 같은 제목의 책을 쓴 윌리엄 R. 클라크가 만들었다. 석유 통화전쟁이라는 용어가 때로는 같은 의미로 사용된다. 실제로 국제 석유 거래에서 달러를 사용하는 것은 전체 미국 달러 수요를 아주 미미하게 증가시킬 뿐이며, 주요 국제 기축 통화로서 달러의 전반적인 위상은 미국 경제에 상대적으로 적은 실질적인 이점을 제공하며 일부 단점도 있다.

### 석유를 근거로 삼는 것에 반대하는 진술
뉴욕 타임스는 2003년 2월, 사담 후세인이 임박한 침공을 피하기 위한 협상의 일환으로 비밀 채널을 통해 미국에게 이라크 석유 권리에 대한 우선권을 제안했다고 보도했다. 이 제안은 부시 행정부의 흥미를 끌었지만, 궁극적으로 거부되었다.
2002년, 조지 W. 부시는 유전을 탐내는 것에 대한 질문에 "그것은 잘못된 인상이다. 나는 평화를 깊이 원한다. 그것이 내가 원하는 것이다. 그리고 이라크 국민의 자유. 알다시피, 나는 독재자를 유지하기 위해 고문과 살인을 통해 사람들이 억압받는 체제를 좋아하지 않는다. 그것은 나를 깊이 괴롭힌다. 따라서 이라크 국민은 이 나라가 누구도 정복할 의도가 없다는 것을 크고 분명하게 들어야 한다"고 말했다.
토니 블레어는 이라크 침공이 "석유와 관련이 있다"는 가설을 "음모론"이라고 일축했다: "이것이 어떤 식으로든 석유와 관련이 있다는 음모론부터 먼저 다루겠다. ... 우리가 이러한 조치를 취하는 바로 그 이유는 석유나 다른 어떤 음모론과도 관련이 없다."
당시 호주 총리였던 존 하워드는 이라크 침공에서 석유의 역할을 여러 차례 일축했다. "우리는 석유 때문에 그곳에 가지 않았고, 석유 때문에 그곳에 남아있지도 않다." 2003년 초 존 하워드는 "미국의 행동이 이라크의 석유 매장량을 장악하려는 욕구에 의해 추진된다는 주장보다 더 터무니없는 비판은 없다"고 말했다.
경제학자 게리 S. 베커는 2003년 "석유가 부시 행정부의 이라크 강경책의 원동력이었다면, 전쟁을 피하는 것이 가장 적절한 정책이었을 것"이라고 밝혔다.
경제학자 이스마일 호세인자데 (2006)에 따르면: "적어도 현재의 이라크 침공의 경우, 석유 회사들이 전쟁을 추진하거나 지지했다는 증거는 없다. 오히려 석유 회사들은 전쟁과 정치적 혼란에 뒤따르는 주기적인 유가 급등보다는 안정과 예측 가능성을 선호하기 때문에 전쟁을 환영하지 않았다는 강력한 증거가 있다."
정치학자 존 S. 더필드는 2012년 "기밀 해제된 문서나 참가자들의 회고록 형태의 설득력 있는 증거는 아직 나타나지 않았으며, 석유가 부시 행정부 의사 결정자들의 사고에서 중요한 요인이나 지속적인 고려 사항이었다는 것을 보여주는 증거도 없다"고 썼다.
기자 무함마드 이드리스 아흐마드는 2014년에 다음과 같이 썼다.
미군이 이라크의 에너지 기반 시설에 대해 특별한 배려를 보였다는 사실에서 석유가 전쟁의 주된 동기였다고 추론하는 것은, 만약 전쟁이 석유를 위한 것이 아니었다면 침략자들이 석유에 관심을 두지 않았을 것이라고 가정한다. 걸프 지역의 에너지 자원은 항상 미국의 중요한 이익이었다. 다른 어떤 경우에도 미국은 이를 확보하기 위해 한 나라를 점령할 필요가 없었다. 이라크가 왜 침략되었는지와 관계없이, 점령자는 자산을 파괴하기보다 활용할 것이라고 가정하는 것이 합리적이다. 실제로 신보수주의자들은 석유를 에너지 산업을 자기편으로 끌어들이는 인센티브로 사용했으며, 미래의 석유 계약에서 배제하겠다고 위협하며 반대 의견을 막는 반유인책으로 사용했다. 석유가 일부 정책 결정자들의 사고에 영향을 미쳤을 수도 있다. 후안 콜이 딕 체니의 경우에 주장했듯이, 그러나 콜마저도 이라크는 이스라엘 로비가 이라크에 접근할 다른 모든 수단을 막고 있었기 때문에 침략되었다고 인정한다. 만약 석유가 진정으로 가장 중요한 관심사였다면, 베네수엘라 땅에 미군이 주둔했을 가능성이 더 높다. 결국, 그 어느 곳에서도 라틴 아메리카에서만큼 미국의 이익이 위협받았던 적은 없었으며, 우고 차베스 정부만큼 미국에 도발적인 태도를 보인 정부도 거의 없었다. 그러나 베네수엘라 정부가 법을 개정하여 국영 석유 회사를 위해 석유 수익의 30% (이전 16%에서 증가)를 요구했을 때 미국은 거의 아무것도 할 수 없었다.
 — Muhammad Idrees Ahmad, The Road to Iraq: The Making of a Neoconservative War

## 기타 근거

### 중동에 민주주의를 가져오는 것
부시 행정부가 이라크 전쟁을 앞두고 주기적으로 사용했던 근거 중 하나는 사담 후세인을 축출하고 이라크에 민주 정부를 수립하는 것이 다른 대중동 국가에도 민주주의를 촉진할 것이라는 점이었다. 미국은 또한 요르단과 사우디아라비아의 군주제, 파키스탄의 군사 정부가 각각 인권 침해와 민주주의 전복에도 불구하고 미국의 동맹국이라고 선포했다. 딕 체니 부통령이 2002년 8월 재향군인의 날 대회 연설에서 주장했듯이, "가장 심각한 위협이 제거되면, 지역의 자유를 사랑하는 사람들은 지속적인 평화를 가져올 수 있는 가치를 증진할 기회를 가질 것이다."
2003년 재향군인의 날 연설에서 부시 대통령은 다음과 같이 말했다.
이라크와 아프가니스탄에서의 우리 임무는 우리 군인들에게도, 우리의 적들에게도 분명하다. 우리 남녀는 최근 지구상에서 가장 잔혹한 두 독재 정권 아래 살았던 5천만 명 이상의 사람들의 자유를 확보하기 위해 싸우고 있다. 우리 남녀는 혼란스럽고 폭력적인 지역에 민주주의와 평화, 정의가 확립되도록 돕기 위해 싸우고 있다. 우리 남녀는 수천 마일 떨어진 곳, 그들의 권력의 심장부에서 테러리스트 적들과 싸우고 있다. 그래야 우리가 미국 심장부에서 그 적들을 마주하지 않도록 하기 위함이다.

### 중동에 장기적인 군사적 주둔 확립
이라크 전후 재건을 계획하고 관리했던 미국 제이 가너 장군은 2004년 내셔널 저널과의 인터뷰에서 이라크에 대한 미국의 점령을 필리핀 모델과 비교하며 "20세기 초 필리핀을 돌아보라. 그들은 해군의 석탄 보급 기지였고, 그것은 우리가 태평양에 큰 존재감을 유지할 수 있게 해주었다. 그것이 향후 수십 년 동안 이라크에게 있어 우리의 석탄 보급 기지가 되어 중동에 큰 존재감을 부여하는 것이다"라고 말했다. "지금 우리가 할 수 있는 가장 중요한 일 중 하나는 (이라크 당국과) 기지권을 확보하는 것이다." "나는 그들이 오랫동안 그곳에 머물기를 바란다. ... 그리고 우리는 북부와 남부에 기지권을 가질 것이라고 생각한다. ... 적어도 한 여단을 유지하기를 원할 것이다"라고 가너는 덧붙였다.
또한 비상 지출 법안에 동봉된 하원 보고서는 이 자금이 "일반적으로 영구 기지와 관련된 규모"라고 밝혔다.

### 기타 의혹
나빌 샤트는 BBC에 마흐무드 압바스 팔레스타인 지도자와의 회의록에 따르면, 부시가 "신이 나에게 알카에다를 공격하라고 영감을 주었으니, 나는 공격했다. 그리고 사담을 공격하라는 영감을 받았으니, 나는 공격했다"고 말했다고 전했다. 하아레츠는 회의록의 유사한 번역본을 제공했다. 워싱턴 포스트의 아랍어 전문가는 같은 필사본을 번역했을 때, 부시가 "이라크의 폭정을 종식시키라"는 신의 영감을 받았다고 언급한 것으로 되어 있었다.
2003년 인터뷰에서 당시 프랑스 대통령이었던 자크 시라크는 조지 W. 부시 대통령이 자신에게 이라크로 군대를 파견하여 "성경의 악마적 종말 대리인"인 곡과 마곡을 막아달라고 요청했다고 확인했다. 시라크에 따르면, 미국 지도자는 그들의 "공통된 믿음" (기독교)에 호소하며 다음과 같이 말했다. "곡과 마곡이 중동에서 활동하고 있다. ... 성경 예언이 이루어지고 있다. ... 이 대결은 하나님이 바라시는 것이며, 이 분쟁을 사용하여 새로운 시대가 시작되기 전에 당신의 백성의 적들을 제거하시기를 원한다."
데이비드 해리슨은 텔레그래프에서 2000년 11월 27일 블라디미르 푸틴 러시아 대통령이 사담의 이라크 정권에 서방 목표물 암살을 위해 암살자를 이용할 것을 제안했음을 보여주는 비밀 문서를 발견했다고 주장했다. 폭스 뉴스는 침공 후 이라크에서 발견된 증거가 뉴욕에서 파키스탄 대사를 어깨 발사 로켓으로 암살하려던 시도를 막는 데 사용되었다고 주장했다. 미국 정부 관리들은 침공 후 예멘과 요르단이 해당 국가에서 서방 목표물에 대한 이라크 테러 공격을 중단시켰다고 주장했다. 미국 정보기관은 또한 10개국에 소규모 이라크 정보 요원들이 유사한 공격을 준비하고 있을 수 있다고 경고했다. 베슬란 학교 인질 사태 이후, 이라크 급습 중 회수된 디스크에서 공립 학교 배치도와 위기 계획이 발견되었고, 이는 미국에서 우려를 불러일으켰다. 디스크에 담긴 정보는 "모두 인터넷에서 공개적으로 이용 가능"했으며, 미국 관리들은 "누가 정보를 다운로드했는지 불분명하며, 학교와 관련된 특정 위협 증거는 없다"고 강조했다.

### 사우디아라비아 압박
이 가설에 따르면, 이라크에서의 작전은 미국이 사우디아라비아에 압력을 가하려는 시도의 결과로 발생했다. 알카에다 자금의 상당 부분은 아프간 전쟁 이후 남겨진 경로를 통해 사우디아라비아의 출처에서 나왔다. 미국은 그러한 재정 지원을 막기 위해 사우디 지도부가 서방과 협력하도록 압력을 가했다. 권력을 가진 사우디인들은 미국과 협력할 경우 이슬람 반발을 두려워하여 협력을 거부했다. 사우디아라비아에 협력하도록 압력을 가하기 위해 이라크 침공이 고안되었다. 그러한 행동은 미군의 힘을 보여주고, 미군을 사우디아라비아 근처에 배치하며, 미국이 중동에서 스스로를 투사하기 위해 사우디 동맹국이 필요하지 않음을 보여줄 것이다.

### 미국 군사력 과시를 통한 미국 세계 패권 주장
아산 버트(Ahsan Butt)는 이라크 침공이 9/11 이후 미국 정책 입안자들이 미국의 위상과 지위를 재확인하려는 욕구에 부분적으로 동기 부여되었다고 주장한다. 버트는 9/11 이전에는 미국이 논란의 여지 없는 세계 초강대국이자 패권국으로 국제적으로 인정받았지만, 9/11 테러로 인해 이 지위에 의문이 제기되었다고 주장한다. 버트는 이라크 침공이 미국이 여전히 세계 패권국이며 그렇게 유지할 의도가 있음을 보여주는 수단이었다고 주장한다. 아프가니스탄은 미국의 힘을 보여주기에는 너무 약한 국가였기 때문에 이라크도 침략되었다. 버트는 사담 또한 걸프 전쟁 이후 계속해서 저항했기 때문에 미국의 위신을 손상시켰다고 주장한다. 2012년 여론조사에서는 "새로운 미국 세기에서 지배력 주장"이 국제 관계 전문가들이 부시, 체니, 럼즈펠드, 그리고 신보수주의자들에게 가장 중요한 동기로 여겼다는 결과가 나왔다.

## 비판
대중 여론을 움직이려는 이러한 노력에도 불구하고, 이라크 침공은 코피 아난 유엔 사무총장, 골드스미스 경 영국 법무장관, 휴먼 라이츠 워치를 포함한 일부에서는 국제법 위반으로 간주되었는데, 특히 미국이 이라크 침공에 대한 유엔의 지지를 확보하지 못했기 때문이다. 41개국에서는 인구의 대다수가 유엔 승인 없는 이라크 침공을 지지하지 않았고, 절반은 어떤 상황에서도 침공이 발생해서는 안 된다고 말했다. 미국의 인구 73%는 침공을 지지했다. 국제적 지지를 구축하기 위해 미국은 영국, 이탈리아, 폴란드, 호주 및 여러 다른 국가들과 함께 "의지 있는 연합군"을 형성했는데, 이 국가들의 시민 대다수가 침공에 반대했음에도 불구하고 이루어졌다. 미국과 다른 지역에서 전쟁에 대한 대규모 시위가 발생했다. 침공 당시 유엔은 UNMOVIC 사찰관들에게 철수 명령을 내렸다. 사찰관들은 "무장해제, 그리고 어떤 경우든 검증은 즉시 이루어질 수 없다"는 이유로 추가 시간을 요청했다.

침공 이후 대량살상무기 비축량은 발견되지 않았지만, 대부분 열화되어 이라크의 이란-이라크 전쟁 당시 버려진 약 500개의 화학 탄약이 전국에서 수거되었다. 켈리 사건은 영국 정부가 영국 정보의 조작을 은폐하려 했을 가능성을 보여주며, 이는 토니 블레어가 전쟁 개입의 원래 근거를 훼손했을 것이다. 미국 상원 정보특별위원회는 이라크와 알카에다 간의 연관성에 대한 실질적인 증거를 발견하지 못했다. 조지 W. 부시 대통령은 이후 "정보의 상당 부분이 틀렸다"고 인정했다. 이라크 조사단 (ISG)의 2004년 9월 최종 보고서는 다음과 같이 명시했다. 
"소수의 오래되고 버려진 화학 탄약이 발견되었지만, ISG는 이라크가 1991년에 신고하지 않은 화학무기 비축량을 일방적으로 파괴했다고 판단한다. 그 이후로 바그다드가 화학 탄약 생산을 재개했다는 신뢰할 만한 징후는 없으며, ISG는 이러한 정책이 제재를 해제하거나 무력화하려는 바그다드의 의도, 또는 대량살상무기가 발견될 경우 무력을 사용당할 두려움 때문이라고 본다."

2005년 3월 보고서 추가 자료에서 특수 고문은 "현재 이용 가능한 증거를 바탕으로 ISG는 이라크와 연합군이 1991년 이전에 전 정권이 잘못 보관하거나 부적절하게 파괴한 소수의 열화된 화학무기를 계속 발견할 가능성이 낮다고 판단했다. ISG는 이들 무기 대부분이 이란-이라크 전쟁 중 자주 급변하는 전선에 따라 배치되었기 때문에 버려지거나 잊혀지거나 분실되었을 가능성이 높다고 본다"고 추가로 밝혔다. (비교를 위해, 미국 국방부 자체는 1998년에 "항공기 56대, 탱크 32대, 재블린 지휘 발사 장치 36대"의 위치를 보고할 수 없었다는 사실로 유명하다.) ISG는 또한 사담이 유엔 결의안에서 요구하는 대량살상무기를 검증 가능하게 해체하는 것을 원하지 않았다고 믿었는데, 이는 적들에게 약해 보이는 것을 두려워했기 때문이었다.
이라크 전쟁이 내전이 되고 미국 주도 점령에 대한 이라크 반란이 지속되면서, 제임스 베이커, 브렌트 스코우크로프트, 콜린 파월은 2008년 공개된 인터뷰에서 걸프 전쟁 이후 사담 후세인이 왜 권좌에서 축출되지 않았는지에 대한 질문을 자주 받았지만, 더 이상 그 질문을 받지 않는다고 언급했다. 스코우크로프트는 2001년 인터뷰에서 후세인을 권좌에서 축출하는 것은 걸프 전쟁 또는 1991년 이라크 AUMF 결의안과 관련된 어떤 유엔 안전보장이사회 결의의 목적도 아니었으며, 통합된 이라크를 유지하고 지역의 균형을 유지하는 것이 미국의 근본적인 이익이라고 밝혔다. 파월은 2008년 인터뷰에서 걸프 전쟁 중 후세인을 권좌에서 축출하지 않기로 한 결정은 이란-이라크 전쟁을 고려하여 내려진 것이라고 밝혔으며, 스코우크로프트는 2008년 인터뷰에서 유엔 안전보장이사회 결의로 승인된 것 이상의 군사 행동에 참여하는 것은 나쁜 선례를 남길 것이며, 어떤 점령도 이라크 인구로부터 적대적인 반응을 불러일으킬 가능성이 높고 명확한 출구 전략이 없을 것이라고 언급했다.
2002년 이라크 AUMF 결의안 통과 두 달 전, 월스트리트 저널은 스코우크로프트가 작성한 기명 논평을 게재했다. 이 논평은 후세인을 권좌에서 축출하기 위한 임박한 군사 행동에 반대하며, 그 이유로 다음과 같은 점들을 들었다. 그러한 군사 작전은 이라크에 대한 장기적이고 대규모의 점령을 필요로 할 것이며, 이는 전 세계 테러와의 전쟁에서 미국의 노력을 무기한으로 전환시키고 심각하게 위태롭게 할 것이다. 후세인과 알카에다, 다른 테러 조직, 또는 9·11 테러를 연결하는 정보는 alleged 관계가 존재했거나 alleged 연루가 발생했음을 증명하기에는 너무 제한적이었다. 후세인의 대량살상무기 획득 시도는 미국을 공격하기보다는 페르시아만 지역을 지배하려는 그의 노력을 미국이 막는 것을 억제하기 위한 것이었다. 그리고 후세인은 그러한 테러 조직의 장기 목표가 자신의 목표와 일치하지 않기 때문에 그들에게 대량살상무기를 줄 유인이 없었으며, 후세인이 그러한 방식으로 대량살상무기를 사용하거나 위협하면 미국으로부터 심각한 군사적 행동에 직면할 것이었다. 대신 스코우크로프트는 미국이 이라크에 대한 효과적인 사전 통지 없는 대량살상무기 사찰 정책을 승인하는 유엔 안전보장이사회 결의를 추진해야 한다고 주장했다. 만약 후세인이 이에 동의하거나 준수하지 않을 경우, 이는 후세인이 비밀리에 대량살상무기 프로그램을 계속하거나 재활성화했다는 주장보다 더 설득력 있는 전쟁 명분을 제공할 것이라고 보았다.
클레어 쇼트는 2002년 7월 영국 정부 장관들이 영국이 미국 이라크 침공에 참여하기로 약속했다는 경고를 받았다고 주장했으며, 추가적으로 "블레어 정부의 미국 이라크 침공 참여 결정은 적절한 정부 절차를 무시하고 영국 정보기관의 전쟁 반대 의견을 무시했다"는 주장이 제기되었다. 토니 블레어는 조지 W. 부시 대통령의 텍사스 목장에서 열린 정상회담에서 대량살상무기 평가를 통해 사담 후세인을 축출하기 위한 군사 행동을 지지하기로 동의했다. 회담에는 국방장관 제프 훈, 외무장관 잭 스트로, MI6 국장 리처드 디어러브 경 등 다른 영국 관리 세 명도 참석했다.

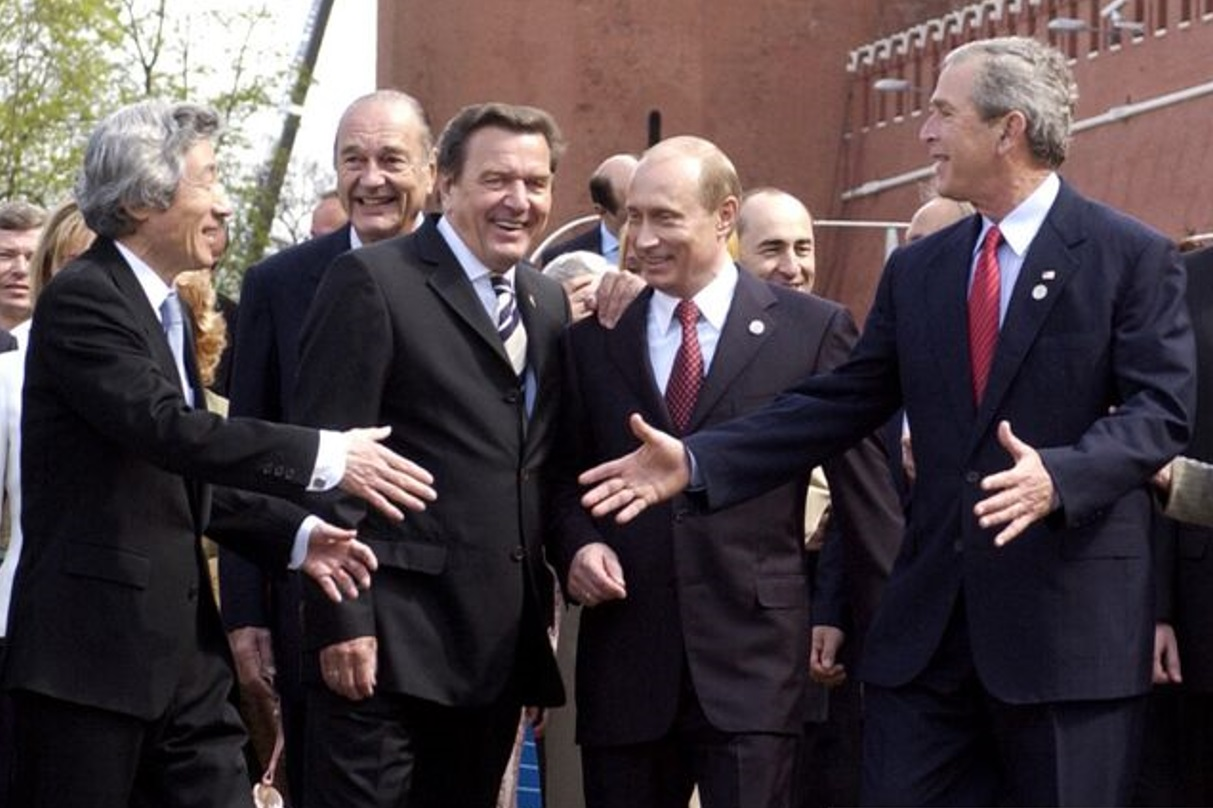
자크 시라크, 게르하르트 슈뢰더와 블라디미르 푸틴은 이라크 침공에 반대하는 공개 성명을 발표했다.

유럽에서는 평화 운동이 매우 강력했으며, 특히 독일에서는 인구의 4분의 3이 전쟁에 반대했다. 10개의 북대서양 조약 기구 회원국은 미국과의 연합군에 가입하지 않았으며, 그 지도자들은 이라크 침공에 반대하는 공개 성명을 발표했다. 이들 지도자 중에는 독일의 게르하르트 슈뢰더, 프랑스의 자크 시라크, 벨기에의 히 버르호프스타트, 튀르키예의 레제프 타이이프 에르도안이 포함된다. 미국의 대중에 대한 인식은 침공의 결과로 극적으로 변화했다. 중국과 러시아 또한 이라크 침공에 대한 반대를 표명했다.
미국 정부는 부인했지만, 은퇴한 미국 장군 제이 가너가 인정한 다른 가능한 미국의 목표에는 이라크에 영구적인 미군 기지를 설립하여 석유가 풍부한 페르시아만 지역과 중동 전반에 걸쳐 영향력을 행사하는 것(미국 군사 개입의 신뢰할 만한 위협을 조성)이 포함되었다. 2004년 2월, 이라크 전후 재건 계획 및 행정을 담당했던 제이 가너는 이라크에 대한 미국의 점령을 필리핀 모델과 비교하며 "20세기 전환기에 필리핀을 돌아보라. 그들은 해군의 석탄 보급 기지였고, 그것은 우리가 태평양에 큰 존재감을 유지할 수 있게 해주었다. 그것이 향후 수십 년 동안 이라크에게 있어 우리의 석탄 보급 기지가 되어 중동에 큰 존재감을 부여하는 것이다"라고 설명했다. (필리핀-미국 전쟁도 참조). 가너는 폴 브레머에 의해 교체되었는데, 그가 미사일 방어 시스템을 전문으로 하는 국방 계약업체인 L-3 커뮤니케이션스의 한 사업부인 SY 콜먼에서 직책을 맡고 있었다는 보도가 나왔기 때문이다. 그의 회사 역할이 이라크에서의 역할과 상충된다고 여겨졌다. 하원 세출위원회는 비상 지출 법안에 첨부된 보고서가 "일반적으로 영구 기지와 관련된 규모"라고 밝혔다. 그러나 미국 하원은 2006년에 이라크에 영구 기지를 위한 자금을 지원하지 않기로 결정했다.

## 같이 보기
- 새로운 중동을 위한 청사진: 이스라엘 안전을 위한 새로운 전략
- 신뢰성 격차
- 커브볼 (정보원)
- 에너지 태스크 포스
- 통킹만 사건
- 하부시 서한
- 2004년 이라크 문서 유출
- 이라크 생물학 무기 프로그램
- 이라크 전쟁의 언론 보도
- 플레임 사건
- 이라크 전쟁의 서막
- 미국의 이라크 침공에 대한 여론
- 걸프 전쟁의 근거
- 유엔 안전 보장 이사회와 이라크 전쟁

## 추가 읽기
- Coletta, Giovanni. "Politicising intelligence: what went wrong with the UK and US assessments on Iraqi WMD in 2002" Journal of Intelligence History (2018) 17#1 pp 65–78 is a scholarly analysis.
- Cornish, Paul, ed. The conflict in Iraq, 2003 (Palgrave Macmillan, 2004), articles by scholars..
- Isikoff, Michael. and David Corn. Hubris: The inside story of spin, scandal, and the selling of the Iraq War (2006) is journalistic.
- Jervis, Robert. 2010. Why Intelligence Fails Lessons from the Iranian Revolution and the Iraq War. Cornell University Press.
- Lake, David A. "Two cheers for bargaining theory: Assessing rationalist explanations of the Iraq War." International Security 35.3 (2010): 7–52.
- Rapport, Aaron. "The Long and Short of It: Cognitive Constraints on Leaders' Assessments of “Postwar” Iraq." International Security 37.3 (2013): 133–171.
- Robben, Antonius C.G.M., ed. (2010). Iraq at a Distance: What Anthropologists Can Teach Us About the War. Philadelphia: University of Pennsylvania Press. ISBN 978-0-8122-4203-4.
- Rosen, Gary, ed. The Right War?: The Conservative Debate on Iraq (2005).
- Cramer, J., & Thrall, A.T. (eds.). (2012). Why Did the United States Invade Iraq? (1st ed.). Routledge. https://doi.org/10.4324/9780203804568
- Stieb, Joseph. Why Did the United States Invade Iraq? The Debate at 20 Years (2023)